# Frontières de l'Acadie
Les frontières de l'Acadie ont évolué au cours de son histoire. Plus souvent qu'autrement, elles étaient ignorées, mal définies ou confondues avec d'autres frontières. L'Acadie cesse officiellement d'exister en 1763. Toutefois, la population acadienne subsiste, elle aussi dans un territoire en évolution, qui influençait et influence toujours la définition du territoire de l'Acadie. Ce territoire est associé en partie à la diaspora acadienne. Certaines des anciennes frontières de l'Acadie subsistent ou ont influencé des frontières contemporaines, notamment une partie de la frontière canado-américaine. Les incertitudes entourant les frontières historiques ont un impact jusqu'à nos jours, ayant entre autres mené à la guerre d'Aroostook.

## Évolution des frontières de l'Acadie

### Origines
Plusieurs peuples ont évolué au fil de l'histoire sur le territoire destiné à devenir l'Acadie. Les derniers en date, les Malécites, les Micmacs et les Abénaquis, voient leur culture se développer vers le VIe siècle av. J.-C. La pointe Martins est généralement considérée comme la frontière entre le territoire malécite et micmac, tandis que la pointe Lepreau constitue la frontière entre les Malécites et les Passamaquoddys. Des portages relient toutefois les différents territoires. De plus, ces peuples forment la confédération Wabanaki. De toute manière, ces frontières étaient variables parce que les divers territoires n'étaient pas occupés de manière permanente à cause de l'économie basée sur la chasse et la pêche.
Les frontières amérindiennes ont peu ou pas d'impact sur les frontières subséquentes. Par contre, la répartition des peuples amérindiens est fréquemment mentionnée sur les cartes et les noms des peuples sont parfois utilisés à la place des noms des territoires.

### Premières explorations européennes
Les Vikings visitent l'Amérique du Nord vers l'an 1000 et nomment trois territoires: Helluland, Markland et Vinland; leur position et leur étendue exacte sont inconnues et, de toute manière, aucune de leurs frontières ne subsistent après leur départ.

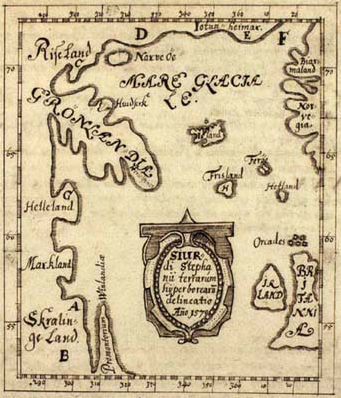
La carte de Skálholt, datant de 1570, montrant les possessions vikings.
Trajet probable des explorateurs vikings.

Il existe plusieurs théories sur l'exploration précoce de l'Acadie et la fondation de colonies, toutes plus ou moins infondées. Celles-ci incluent les expéditions de l'Irlandais saint Brendan vers 530, du Galois Madoc vers 1170, des Maliens entre le XIIe et le XIIIe siècle, des Templiers au XIVe siècle, des Frères Zeno, vers 1390 et du Chinois Zheng He en 1421. Plusieurs îles fantômes et lieux imaginaires sont associées à ces voyages, dont Drogeo et Norembergue. Norembergue apparait souvent sur les cartes d'avant Samuel de Champlain mais fait sa dernière apparition en 1613, quand le Pierre Biard écrit que le fleuve Sainte-Croix passe dans ce pays.
Quoi qu'il en soit, Christophe Colomb explore l'Amérique en 1492. La bulle pontificale Inter caetera, promulguée par le pape Alexandre VI en 1493, donne à l'Espagne toutes les terres à l'Ouest et au Sud d'une ligne situé à 100 lieues (418 km) à l'Ouest des Açores et du Cap-Vert. En 1494, les deux puissances signent le traité de Tordesillas, déplaçant la ligne de démarcation à 370 lieues 1 770 km), à l'Ouest du Cap-Vert. Dans les deux cas, la future Acadie se retrouve à être une possession espagnole. Toutefois, cette frontière est ignorée par les pays européens, y compris l'Espagne et le Portugal, et tombe en désuétude.

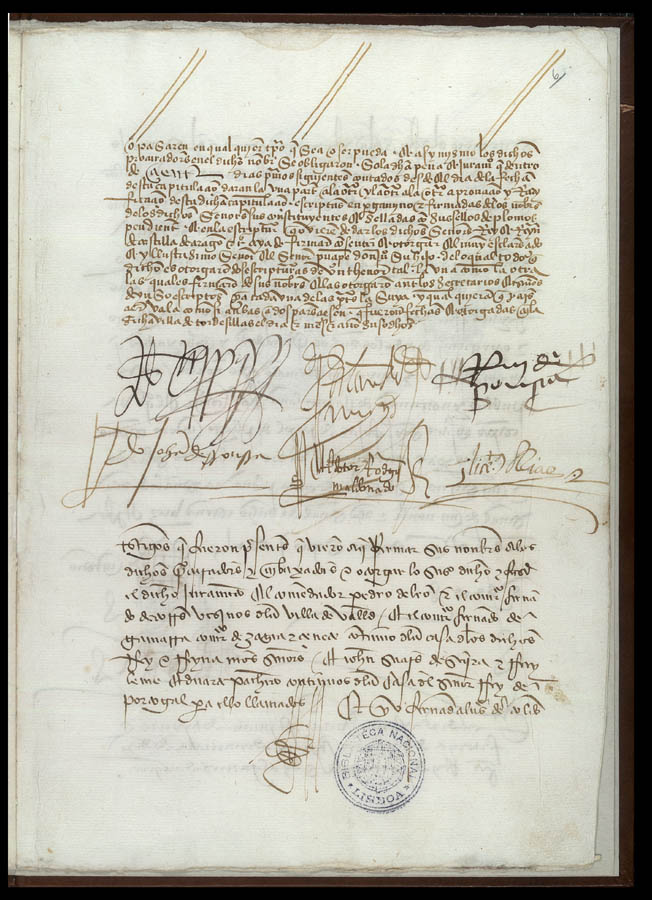
Le traité de Tordesillas.
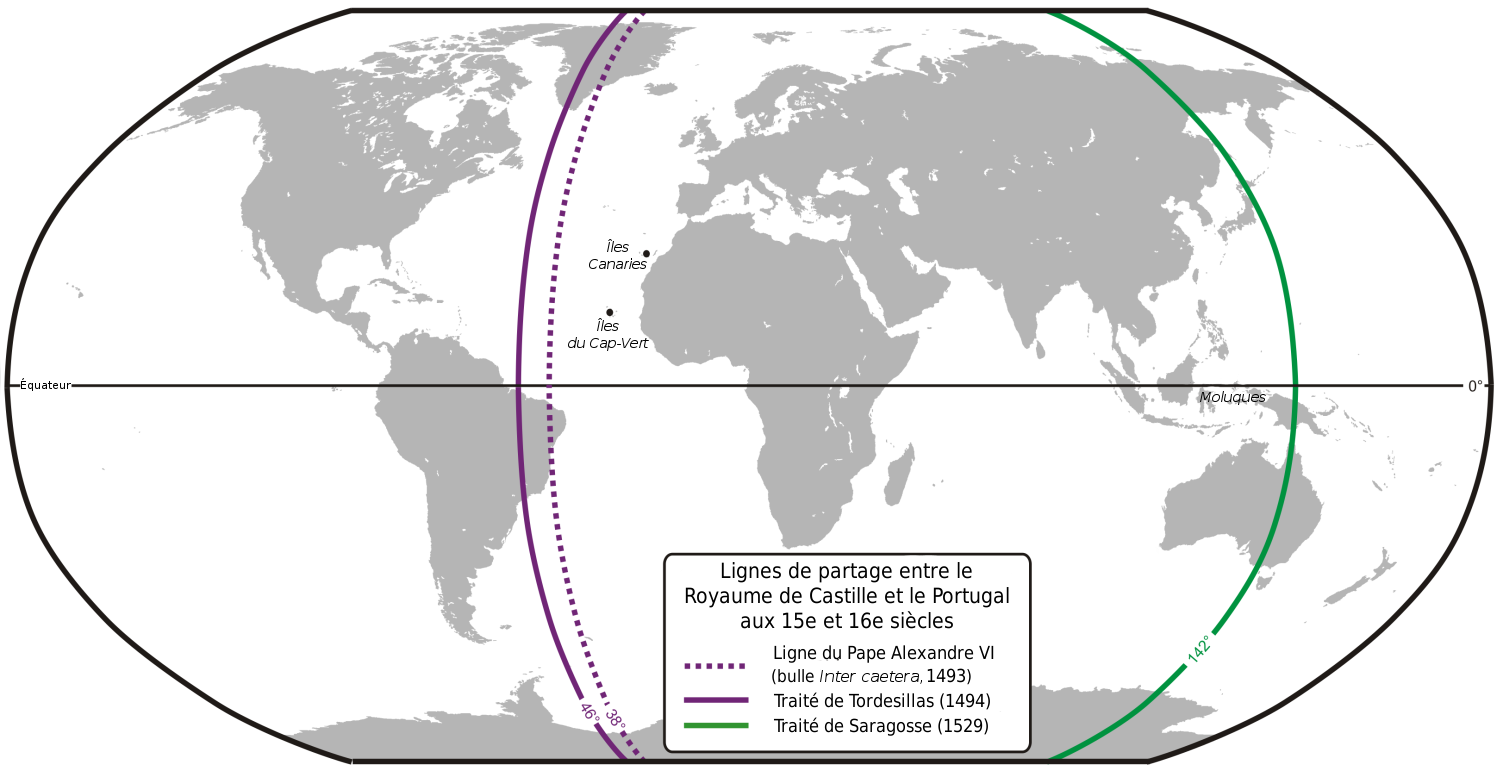
Ligne de démarcation entre l'Espagne (Ouest) et le Portugal (Est), selon la bulle Inter caetera et le traité de Tordesillas.

Plusieurs explorateurs visitent par la suite le territoire au XVe et au début du XVIe siècle, dont Jean Cabot pour l'Angleterre en 1497 et João Álvares Fagundes pour le Portugal vers 1520. Ce dernier explore et nomme plusieurs territoires dont Terre-Neuve et les actuelles Nouvelle-Écosse et Saint-Pierre-et-Miquelon; il est plausible, mais peu probable, qu'il prenne possession des territoires au nom du Portugal ou qu'il fonde une colonie. Les premiers explorateurs confondent le territoire avec l'Asie mais comprennent, au début du XVIe siècle, qu'ils explorent un nouveau continent et essaie ensuite de trouver un passage vers l'Asie. Les cartes de l'époque identifient souvent les territoires au moyen de drapeaux mais les limites sont floues. Les différentes explorations ne permettent pas nécessairement de prendre possession d'un territoire mais servent de base aux futures revendications. Outre ces explorateurs, les côtes sont déjà bien connues des pêcheurs européens.

### Acadie française (1604-1713)
L'Acadie française fait référence à l'Acadie entre sa fondation en 1604 et sa conquête en 1713. Elle n'a pas toujours été appelée Acadie durant cette période, ni même sous souveraineté française.

#### Statut officiel dans le royaume français
La Nouvelle-France est parfois considérée comme comprenant uniquement le Canada ou incluant aussi l'Acadie,. À toutes fins pratiques, l'Acadie reste toutefois distincte du Canada et compte son propre gouverneur. Les ordres doivent en théorie passer par le gouverneur de la Nouvelle-France mais il y a des situations où la Cour s'adresse directement au gouverneur d'Acadie. Les relations entre l'Acadie et le Canada sont plutôt tendues ce qui, selon  Elsa Guerry, est caractéristique de deux colonies distinctes; même Plaisance ne coopère pas.
Un certain esprit d'indépendance anime en effet l'Acadie et le Canada.
Les Abénaquis habitent dans les environs de la rivière Pentagouet et leur territoire est une zone tampon entre l'Acadie et la Nouvelle-Angleterre.

#### Reconnaissance
La présence espagnole et portugaise empêche les Anglais et les Français de coloniser les terres situées au sud du 30e parallèle nord. Les Anglais concentrent donc leurs efforts autour du 37e parallèle et les Français autour du 45e; ces derniers tardent toutefois à faire des efforts de colonisation.
Le nom « Acadie » est vraisemblablement utilisé pour la première fois en 1524 par Giovanni da Verrazzano, explorateur pour le compte de la France, pour décrire la péninsule de Delmarva, près de Washington; ce n'est qu'au XVIIe siècle que le nom désigne une région correspondant approximativement aux actuelles Provinces maritimes.

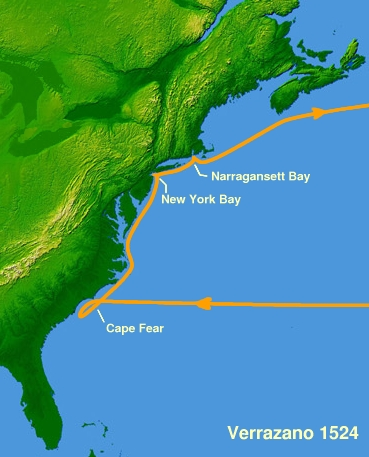
Le voyage de Verazzano (en anglais).
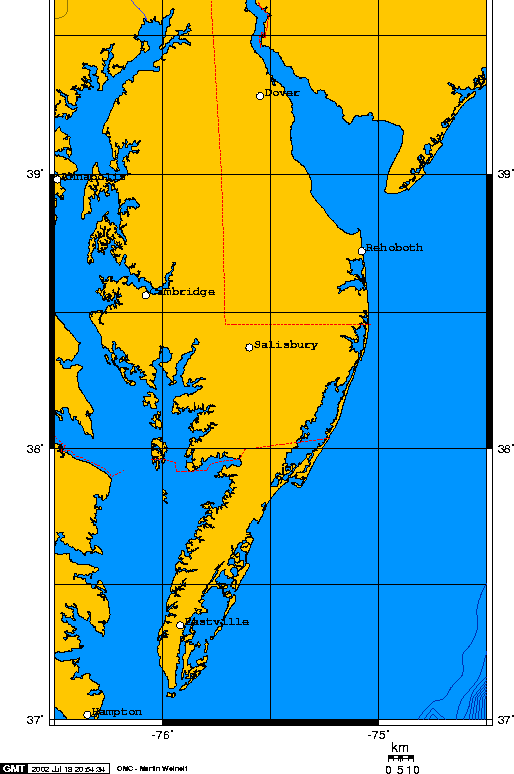
La péninsule de Delmarva, le premier territoire appelé Acadie.

La France envoie Jacques Cartier explorer le territoire en 1534, avant de le revendiquer officiellement. Humphrey Gilbert prend possession de Terre-Neuve – située au nord-est de l'Acadie – au nom de l'Angleterre en 1584, en se basant sur le fait qu'elle fut explorée par Jean Cabot. La Virginie est fondée par les Anglais la même année; sa charte n'en délimite pas les frontières. La France considère alors que l'Acadie comprend le littoral du golfe du Saint-Laurent et s'étend jusqu'à une frontière non déterminé avec la Virginie au sud-ouest. En 1603, le roi Henri IV de France, se basant sur l'exploration de Verrazzano, concède le monopole de l'Acadie à Pierre Dugua de Mons pour qu'il y fonde une colonie. Le territoire comprend le littoral entre le 40e et le 46e parallèles nord, censé comprendre la côte entre le cap Cod et le cap Breton selon la compréhension géographique de l'époque mais coupant en fait l'île du Cap-Breton en deux. Cette concession ignore les explorations faites par les Anglais au Maine en 1602 et 1603. À noter que c'est vraisemblablement la première fois dans l'histoire canadienne que des parallèles sont utilisés comme frontières.

Le golfe du Saint-Laurent.
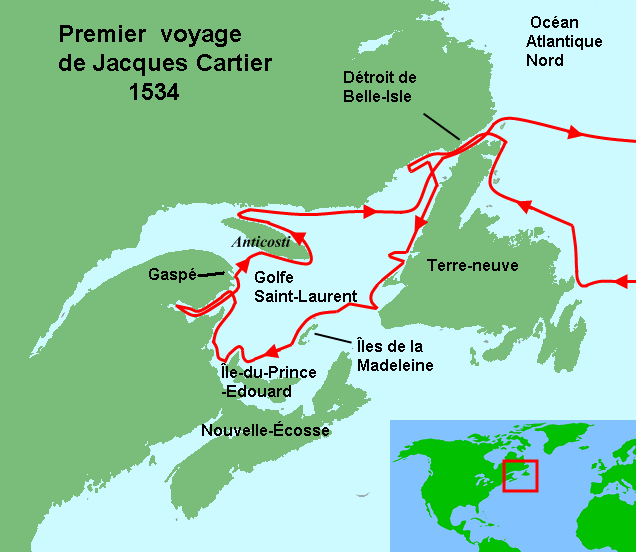
Le premier voyage de Jacques Cartier, en 1534.
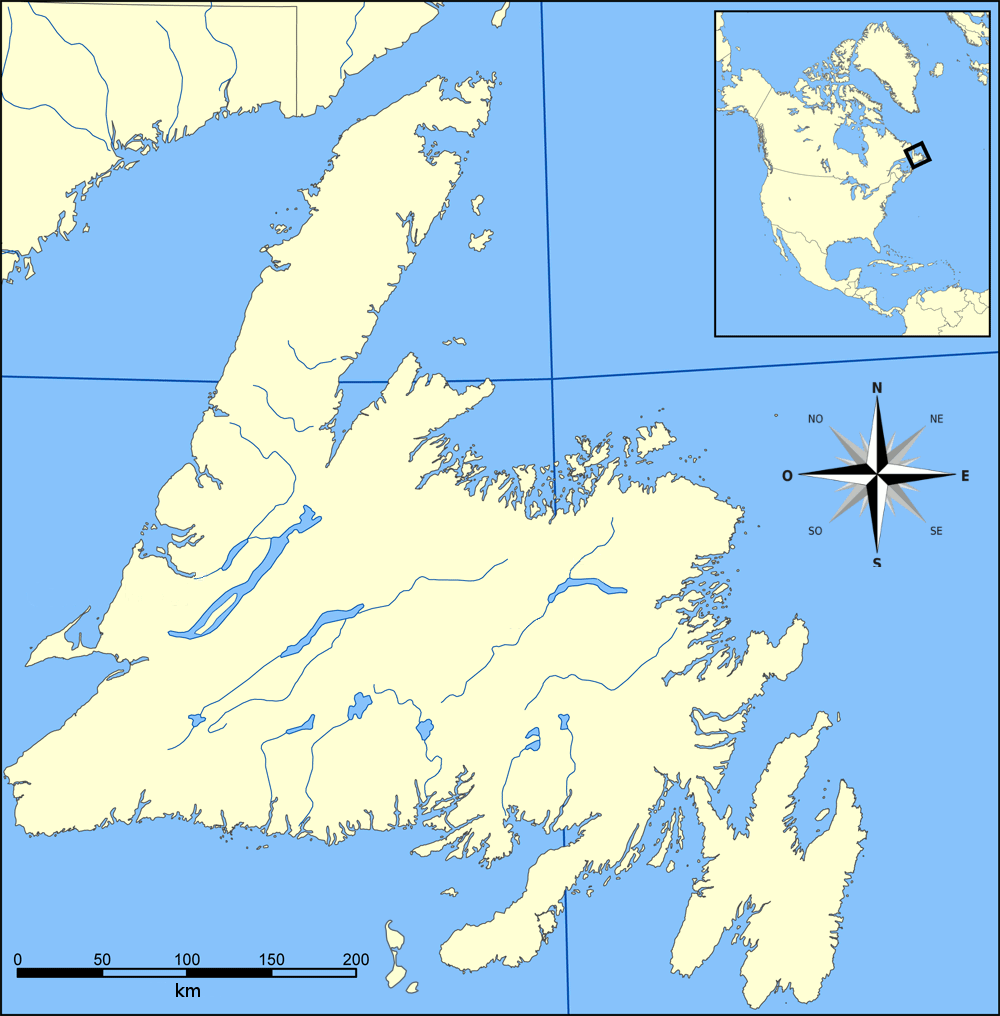
Terre-Neuve.
La Virginie, de nos jours.

#### Premières tentatives de colonisation
Aymar de Chaste obtient le monopole commercial de la Nouvelle-France en 1603 et envoie en expédition François Gravé, accompagné entre autres de Samuel de Champlain, mais aucun établissement n'est fondé.
L'Acadie est fondée en 1604 par Pierre Dugua de Mons, à l'île Sainte-Croix, dans le territoire actuel du Maine, près de la rive nord de la baie de Fundy. Une colonie avait en fait été fondée en 1598 à l'île de Sable, désormais en Nouvelle-Écosse, mais celle-ci est abandonnée en 1603. L'Acadie est l'un des premiers territoires à être cartographiés en Amérique du Nord, par Samuel de Champlain en 1604. La colonie de l'île Sainte-Croix est elle aussi un échec et Port-Royal est fondé en 1605 sur la rive sud de la baie de Fundy, dans la Nouvelle-Écosse actuelle.

Carte de l'Acadie de 1604 à 1607, montrant les expéditions de Samuel de Champlain et de Pierre Dugua de Mons ainsi que les deux habitations.
Carte de l'Acadie de 1610 à 1613, montrant les deux établissements et les peuples amérindiens.

#### Début des hostilités
Dès le départ, l'Acadie est convoitée par l'Angleterre pour sa position stratégique et subit fréquemment des attaques. La plupart des attaques anglaises visent à repousser les frontières de l'Acadie vers la rivière Kennebec puis le fleuve Pentagouët (Penobscot). Quant à eux, les Français tentent surtout de nuire à Boston. Les Français ne fondent toutefois aucun établissement à l'ouest du fleuve Sainte-Croix. De toute manière, la plupart des attaques sont ratées ou sont même avortées, souvent à cause d'une mauvaise organisation ou du climat. Les gouverneurs déplacent souvent la capitale et reçoivent peu d'appui militaire, financier et matériel, contribuant à l'instabilité et l'insécurité.

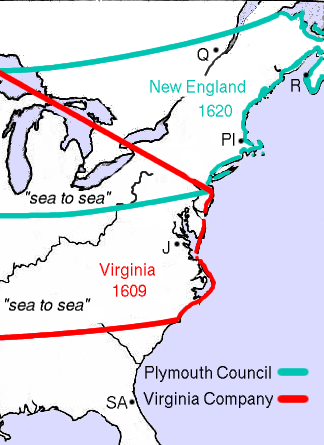
Frontières (en vert) du Conseil de Plymouth pour la Nouvelle-Angleterre.

En 1606, la Compagnie de Virginie obtient du roi d'Angleterre Jacques Ier le monopole de la Virginie, pour la première fois avec des frontières, délimitées par le 34e et le 45e parallèle nord, ignorant de fait les frontières de l'Acadie. D'ailleurs, les Anglais fondent la colonie de Popham en 1607; elle est toutefois abandonnée l'année suivante. Lorsque les Français fondent la colonie de l'île des Monts Déserts, les Anglais répliquent en 1613 en la détruisant et en capturant Port-Royal; ils fondent leur prétentions territoriales sur l'exploration de Jean Cabot. Une partie de la population reste sur place mais ni la France, ni l'Angleterre tentent de faire reconnaître leur souveraineté sur le territoire. En fait, la population organise elle-même son ravitaillement.
En 1620, le roi Jacques 1er finit par remplacer la Compagnie de Virginie par le Conseil de Plymouth pour la Nouvelle-Angleterre, en délimitant ses frontières par l'océan Atlantique à l'est, l'océan Pacifique à l'ouest, le 40e parallèle au sud et le 48e parallèle au nord. Cette concession comprend, en plus de l'Acadie, la colonie française naissante du Canada,. Le fait que l'actuelle frontière entre le Canada et les États-Unis passe par le 49e parallèle nord est une pure coïncidence.

#### Nouvelle-Écosse pour la première fois (1621-1632)
Dès 1613, l'Écosse réclame la souveraineté sur une colonie du nom de Nouvelle-Écosse, comprenant grosso modo l'Acadie française, soit un territoire situé à l'est du fleuve Sainte-Croix et d'une ligne plein nord, reliant la source de la branche ouest du fleuve à une rivière indéterminée. Le roi Jacques VI concède ce territoire à son favori William Alexander en 1621. Une partie de la frontière canado-américaine actuelle découle de cette concession. C'est également la première fois qu'un territoire nord-américain est délimité par des caractéristiques géographiques précises et identifiables. Plus tard la même année, William Alexander prétend que sa concession lui donne droit à un plus grand territoire. À la demande du roi, le Conseil de Plymouth pour la Nouvelle-Angleterre lui concède le territoire de Sagadahock, soit les terres comprises entre le fleuve Sainte-Croix et la rivière Kenenbeck,. L'ambitieux plan de colonisation de William Alexander rend cette concession plus pratique que celle de la Nouvelle-Angleterre.
En 1622, John Mason et Ferdinando Gorges obtiennent du Conseil de Plymouth pour la Nouvelle-Angleterre une concession délimitée par la rivière Kennebec au nord, la rivière Merrimack au sud, le Canada à l'ouest et l'océan Atlantique à l'est; la concession est nommée la Province du Maine. En 1629, d'un commun accord, la concession est divisée en deux provinces de part et d'autre de la rivière Piscataqua: le Maine au nord et le New Hampshire au sud.
En 1627, la Compagnie de la Nouvelle-France obtient le monopole commercial de la Nouvelle-France, un territoire comprenant, selon sa charte, toutes les terres délimitées à l'est par Terre-Neuve, à l'ouest par les Grands Lacs, au nord par le cercle Arctique et au sud par la Floride, englobant donc l'Acadie et les possessions anglaises. Une guerre éclate d'ailleurs la même année entre la France et l'Angleterre. Le traité de Saint-Germain-en-Laye, y mettant partiellement fin en 1632, rend l'Acadie à la France.
La concession de la Nouvelle-Écosse est confirmée avec les mêmes frontières en 1625 et en 1633. La Nouvelle-Écosse est divisée en deux provinces, séparées par l'isthme de Chignectou et la baie de Fundy: la Nouvelle-Alexandrie au nord et la Nouvelle-Calédonie au sud; ces provinces rappellent le Nouveau-Brunswick et la Nouvelle-Écosse actuelle, sans qu'il y ait de lien direct. La colonie est également subdivisée en baronneties. Des colons écossais sont installés en 1629 sur l'île du Cap-Breton et à Port-Royal.
Le Canada est entretemps concédé en 1628 à William Alexander; il est impliqué dans la préparation de l'attaque de la colonie par David Kirke en 1629. La concession, même si elle est reconnue par le Parlement d'Écosse en 1633, tombe dans l'oubli. Charles de Saint-Étienne de La Tour obtient une baronnetie en 1630, comprenant le littoral délimité à l'ouest par le cap Fourchu (près de Yarmouth), et à l'est par Mirliguèche, près du site de l'actuelle Lunenburg. L'importance historique de cette concession réside dans le fait qu'elle sous-entend que seul ce territoire serait l'Acadie, ce qui aura des conséquences par la suite.

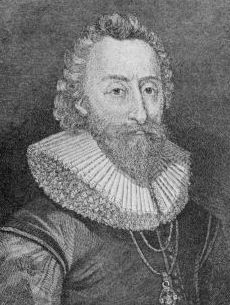
William Alexander.
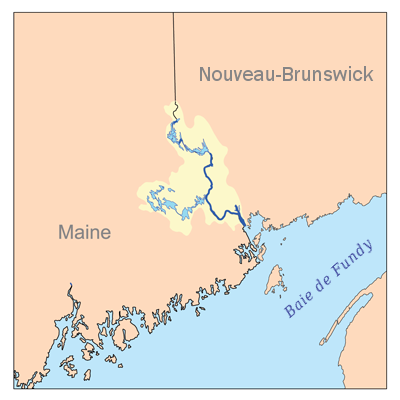
Le fleuve Sainte-Croix, avec les frontières actuelles.

#### Premier rétablissement de l'Acadie (1632-1654)
La tenue de la Convention de Suse, en 1629, fait espérer à la France que l'Acadie lui soit rendue. Charles de Saint-Étienne de La Tour en est même nommé gouverneur en 1631 tandis que la Compagnie de la Nouvelle-France prépare le développement de la colonie. Le traité de Saint-Germain-en-Laye, conclu en 1632, est en faveur de la France en ce qui concerne l'Acadie. Isaac de Razilly est également nommé gouverneur de l'Acadie en 1632. La France tente alors de faire rétablir la frontière au 40e parallèle nord, puisque Razilly prend un poste anglais sur le fleuve Penobscot en 1635 et défend à la Nouvelle-Angleterre de tenter de s'établir au-delà du fort Pemaquid; cette menace ne peut pas être prise sérieusement puisque le Massachusetts, déjà puissant à l'époque, est situé au nord du 40e parallèle. De toute manière, la charte du Conseil de Plymouth échoit au roi Charles Ier en 1635. Ce dernier accorde un territoire presque similaire à Ferdinando Gorges en 1639.
Razilly, qui installe sa capitale à La Hève, s'adjoint de trois lieutenants : Charles de Menou d'Aulnay au fleuve Penboscot, Charles de Saint-Étienne de La Tour au fleuve Saint-Jean et Nicolas Denys à Saint-Pierre; leurs territoires ne sont pas clairement définis mais les grandes distances séparant leurs activités ne causent aucun problème.
En 1632, la Compagnie de la Nouvelle-France concède le littoral de la baie de Fundy et la vallée du fleuve Sainte-Croix à Isaac de Razilly tandis qu'elle concède l'embouchure du fleuve Saint-Jean à Charles de Saint-Étienne de La Tour en 1635. Les frontières de leurs concessions sont parfaitement définies mais n'ont laissé aucune trace de nos jours. Isaac de Razilly meurt en 1636 et son frère Claude de Razilly hérite de ses terres, puis les vend à Charles de Menou d'Aulnay. Ce dernier veut faire respecter ses droits et se plaint au roi, qui délimite les possessions de La Tour et de D'aulnay dans une lettre en 1638: La Tour obtient la péninsule et d'Aulnay la partie continentale. Le mot « Acadie » n'est utilisé uniquement qu'en lien avec la concession de La Tour, alors que celle de d'Aulnay est appelée la Terre des Etchemins, en référence aux cartes de Samuel de Champlain. C'est également la deuxième fois que l'isthme de Chignectou sert de frontière mais uniquement à cause de sa géographie et non pour rétablir les anciennes frontières. Nicolas Denys est entretemps nommé lieutenant-général en 1636, des côtes du golfe du Saint-Laurent entre le cap de Canso et le cap des Rosiers.
En 1645, alors que Charles de La Tour est en exil, d'Aulnay prend le contrôle de toute l'Acadie et devient un favori du roi, qui lui accorde des lettres patentes en 1648, le faisant gouverneur de l'Acadie, un territoire s'étendant « dès le bord de la grands rivière de Saint-Laurent…jusqu'aux Virginies  ». Ces lettres patentes reconnaissent en fait que la partie continentale est comprise dans les limites de l'Acadie, annulant donc la concession de 1638 et montrant, selon William Francis Ganong, comment ces décisions sont mal informées et mal utilisées.
D'Aulnay meurt en 1650 et Charles de Saint-Étienne de La Tour regagne la faveur du roi, qui le nomme lieutenant-général de l'Acadie l'année suivante. Bien que ses lettres patentes n'en mentionnent pas les limites, la France considère toujours que l'Acadie s'étend jusqu'au-delà du fleuve Penobscot. Nicolas Denys est quant à lui élevé au rang de gouverneur en 1654. Ses lettres patentes ne mentionnent pas que son territoire fait partie de l'Acadie. De plus, il n'est nullement fait mention de la profondeur de ses possessions.
Le traité de Saint-Germain-en-Laye prévoit non pas la cession de l'Acadie mais bien la cession des conquêtes britanniques en Acadie. Le roi Charles Ier d'Angleterre maintient, par conviction ou par manipulation, que cela n'implique pas la rétrocession de toute l'Acadie. Des baronneties continuent d'être accordées et le Parlement d'Écosse confirme même William Alexander dans ses titres et ses possessions en 1633. De plus, le Conseil de Plymouth pour la Nouvelle-Angleterre accorde des lettres patentes à William Alexander, fils, en 1635, auxquelles s'ajoute une nouvelle concession en 1668; le territoire en question est délimité à l'ouest par la rivière Kennebec, à l'est par le fleuve Sainte-Croix, au nord par le fleuve Saint-Laurent et au sud par le golfe du Maine. De toute façon ni le Roi, ni le Conseil n'ont le pouvoir d'accorder ces concessions en vertu du traité de Saint-Germain-en-Laye, du moins pour les terres au nord du fleuve Penobscot, et celles-ci sont ignorées.

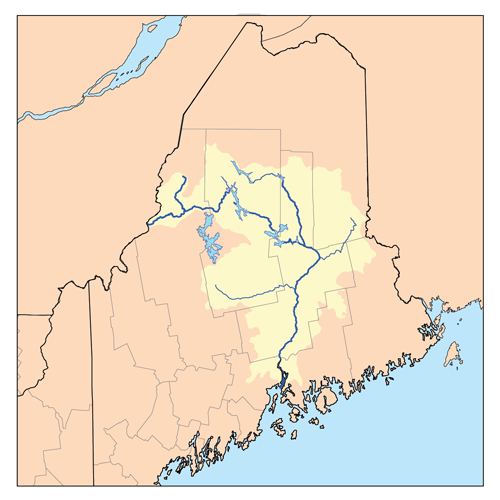
Le fleuve Penobscot, avec les frontières actuelles.
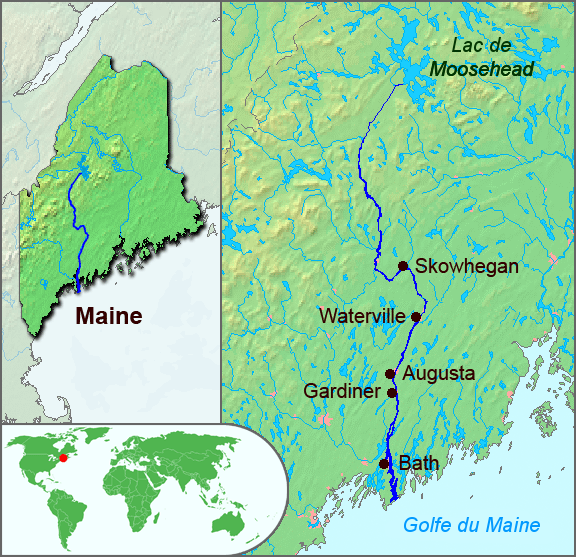
La rivière Kennebec, avec les frontières actuelles.

#### Nouvelle-Écosse pour une deuxième fois (1654-1667)
À la demande d'Oliver Cromwell, Robert Sedgwick prend possession de l'Acadie en 1654, alors que la France et l'Angleterre ne sont même pas en guerre,. Sedgwick remet le contrôle de l'Acadie à John Leverett. La France proteste peu et le traité de Westminster, signé en 1655, reconnaît que le fort Pentagouët, le Saint-Jean et Port-Royal appartiennent aux Anglais. Il semble que les Anglais se basent sur la présomption que le traité de Saint-Germain-en-Laye, conclu en 1632, ne s'appliquait pas à tout le territoire de l'Acadie; de tout manière, ceci n'expliquerait pas les prétentions anglaises au moins dans le cas de Port-Royal.
Quoi qu'il en soit, à la suite d'une entente avec Oliver Cromwell, Charles de Saint-Étienne de La Tour recouvre ses titres en 1656. Il s'associe la même année avec William Crowne et Thomas Crowne pour obtenir la concession de la Nouvelle-Écosse. En effet, le territoire concédé inclut grosso modo la Nouvelle-Écosse concédée en à William Alexander, en plus de la concession du Canada et de quelques autres terres. Cette concession ignore de fait celle faite a William Alexander, et continue d'associer le nom « Acadie » uniquement à la péninsule. À noter que les cartes anglaises illustrent précisément ce territoire tandis que les cartes françaises le montre plus restreint. À noter également que la France n'a jamais eu cette vision de l'Acadie, considérant toujours qu'elle est délimitée au nord par une ligne parallèle au fleuve Saint-Laurent, à une distance de 10 lieues au sud. Ce point de vue est reflété dans les commissions données aux gouverneurs du Canada.
Les dettes de La Tour l'obligent toutefois à vendre ses terres à Crowne et Temple plus tard dans l'année 1656. Leverett leur transmet le pouvoir en 1657. Ils se divisent le territoire en la même année: Crowne à l'Ouest du site de l'actuelle ville de Lunenburg, Temple à l'Est. Emmanuel Le Borgne est toutefois nommé gouverneur de l'Acadie la même année et son fils Alexandre Le Borgne de Belle-Isle prend La Hève en 1658. Temple reprend ses possessions peu après. En 1659, Crowne loue ses terres à Temple pour quatre ans. Le roi Charles II d'Angleterre reçoit plusieurs demandes de concessions de l'Acadie à partir de 1660. Temple devient toutefois gouverneur de l'Acadie en 1662.
En 1663, les héritiers de William Alexander vendent le territoire de Sagadahock, aussi appelé Pemaquid, au duc d'York, le frère du roi Charles II. Ce territoire correspond, à quelques détails près, à celui concédé à William Alexander fils en 1635. Cette concession est sans fondement puisque le traité de Saint-Germain-en-Laye (1632) accordait explicitement le territoire au nord du fleuve Penobscot à la France. Elle annule également une partie des concessions faites huit ans plus tôt à La Tour, Crowne et Temple; le désaveu du Roi pour les décisions d'Oliver Cromwell pourrait expliquer cette volte-face. En 1664, le roi concède des îles et d'autres territoires au duc d'York.

#### Deuxième rétablissement de l'Acadie (1667-1674)
La deuxième guerre anglo-néerlandaise éclate en 1665[réf. nécessaire]. Le traité de Bréda y met fin en 1667 et la France y récupère l'Acadie. Le roi d'Angleterre envoie des lettres patentes à Thomas Temple l'année suivante lui enjoignant de restituer la colonie aux Français, comprenant de fait toutes les terres situées au nord du fleuve Penobscot, y compris le territoire de Sagadahock. Thomas Temple refuse de restituer La Hève et le cap de Sable, en se basant sur sa concession de 1657, qui fait une distinction entre l'Acadie et la Nouvelle-Écosse. Le Roi d'Angleterre réplique en forçant Temple à restituer les terres sans délai, ce qu'il fait en 1670. Par ces événements, les deux pays reconnaissent officiellement que l'Acadie s'étend jusqu'au-delà du fleuve Penobscot et non pas uniquement dans la péninsule.

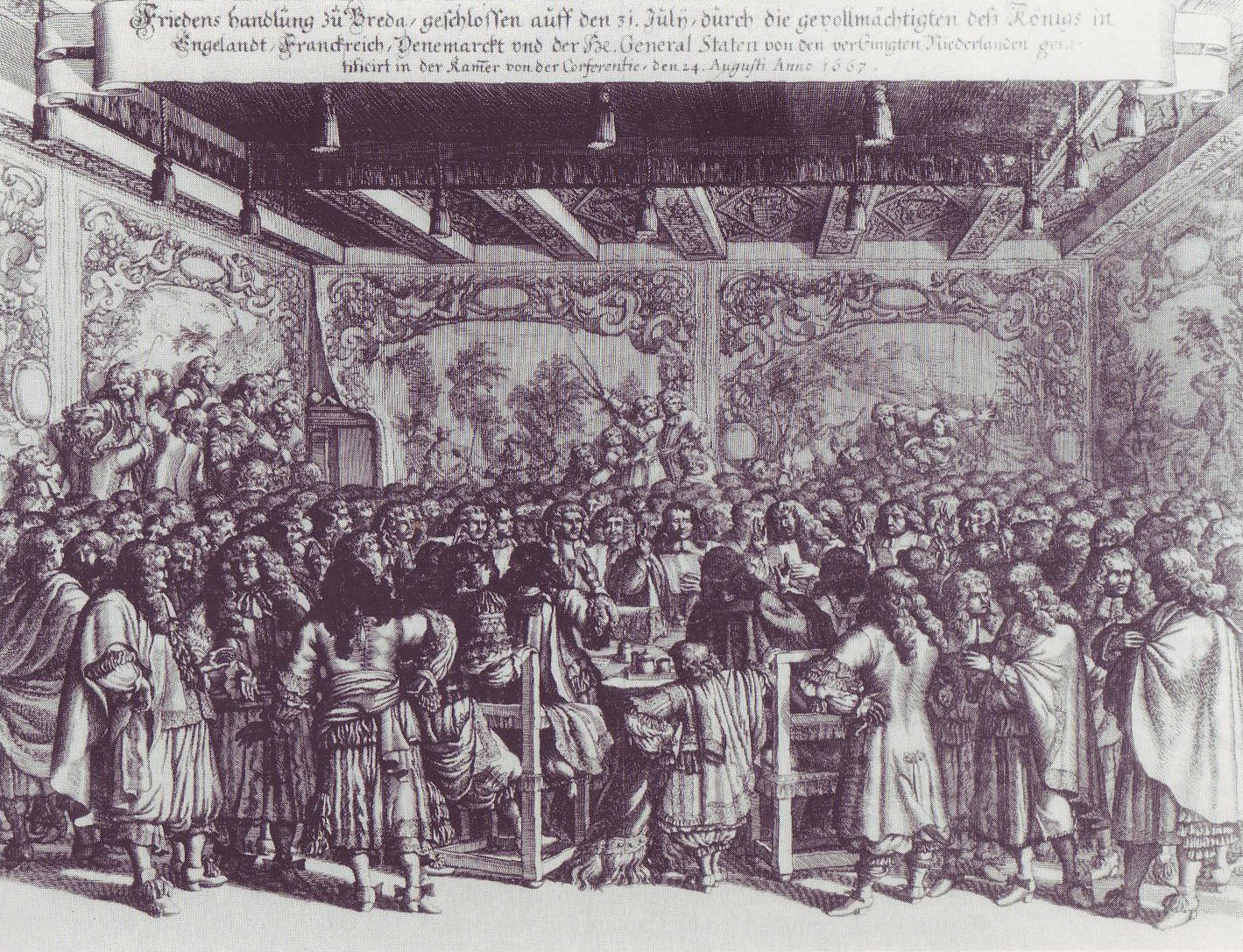
La Conférence de Bréda, ayant conclu le traité du même nom.

En 1672, Nicolas Denys décrit précisément le territoire acadien dans Description géographique et historique des côtes de l'Amérique septentrionale, avec l'histoire naturelle de ce pays, soit un territoire délimité par le cap des Rosiers au nord, l'île du Cap-Breton à l'est, le cap de Sable au sud et Pentagouet (Castine) à l'ouest; c'est en fait la description commune de l'Acadie à l'époque. Pourtant, les administrateurs successifs ont de la difficulté à faire reconnaître ces frontières.
Entre 1672 et 1700, environ 32 seigneuries sont créés, toutes explicitement situées en Acadie selon leur lettres patentes, qui incluent généralement une description de leurs limites. Ces seigneuries n'existent plus et n'ont pas d'influence sur les frontières actuelles.
Devant le peu de coopération des autres colonies française ou de la Cour, les Acadiens se tournent naturellement vers la Nouvelle-Angleterre pour leur approvisionnement. Des demandes officielles sont même faites pour favoriser cette coopération et les Acadiens ignorent l'interdiction de faire du commerce avec les Anglais. Les Anglais peuvent également pêcher sur les côtes, même s'ils n'en ont pas officiellement le droit.

#### Nouvelle-Hollande (1674-1678)

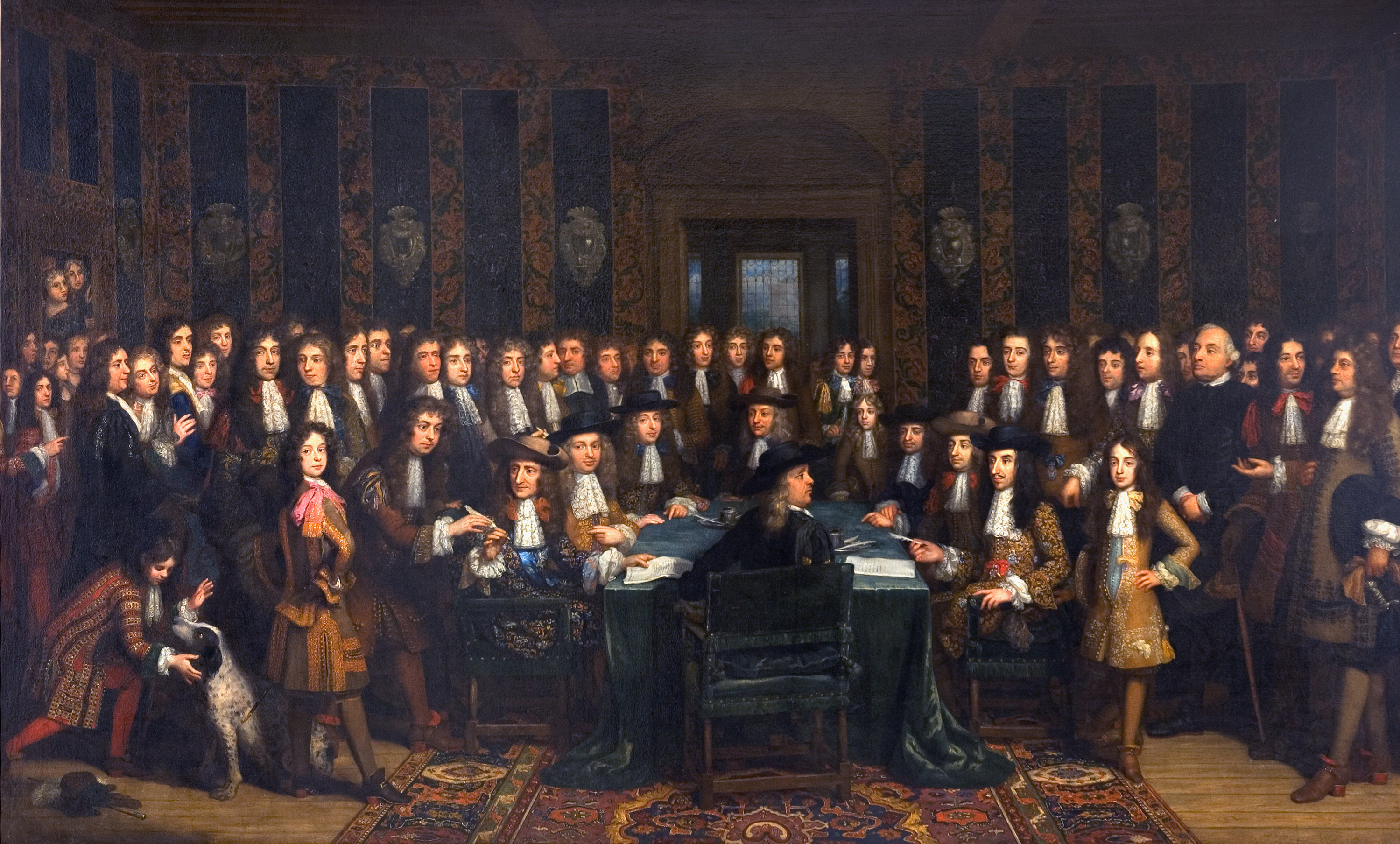
Signature du traité de Nimègue.

Le néerlandais Jurriaen Aernoutsz prend le fort Pentagouët et le fort Jemseg en 1674; il renomme le territoire Nouvelle-Hollande. John Rhoades est chargé de la colonie mais il est capturé par le Massachusetts en 1675.
Entretemps, le roi Charles II restaure la concession du territoire de Sagadahock à son frère en 1674. La France elle-même avait annulé toutes ses concessions en 1663, lorsqu'elle considérait que l'Acadie lui appartenait toujours. Seul Nicolas Denys conserve son titre de gouverneur.
En 1676, la Compagnie néerlandaise des Indes occidentales nomme Cornelius Van Steenwyk comme gouverneur de la Nouvelle-Hollande. Steenwyck ne profite même pas de son titre et le traité de Nimègue, en 1678, met fin à la guerre entre la France et les Provinces-Unies; la conquête de l'Acadie n'est en fait même pas mentionnée dans le texte.

#### Troisième rétablissement de l'Acadie (1678-1691)
Le gouverneur de l'Acadie, Pierre de Joybert de Soulanges et de Marson meurt en 1678. Voulant étendre son contrôle sur l'Acadie, Frontenac, le gouverneur de la Nouvelle-France, nomme Michel Leneuf de La Vallière et de Beaubassin comme gouverneur de l'Acadie, sans que cette décision soit entérinée par le Roi; il est contraint d'être remplacé par François-Marie Perrot en 1684. Bernard-Anselme de Saint-Castin reprend le contrôle de Pentagouët en 1679.

#### Annexion au Massachusetts (1691-1696)
En 1686, un traité de neutralité est conclu entre la France et l'Angleterre, reconnaissant la souveraineté de chacun des pays sur les territoires occupés à ce moment, officialisant donc la souveraineté française sur l'Acadie. Les Anglais commencent alors à considérer que c'est l'occupation qui détermine la souveraineté, et non l'exploration, une vision partiellement partagée par les Français. La création d'une commission bilatérale chargée de délimiter précisément mais la frontière est souhaitée mais non réalisée. Malgré la signature du traité, les Anglais réclament officiellement le territoire de Sagadahock dès 1681, en se basant sur les concessions de 1664 et 1674. En 1688, leur tentative pour prendre ce territoire provoque une attaque française. La Première Guerre intercoloniale éclate en 1690 et William Phips prend Port-Royal. Guillaume et Marie annexent l'Acadie et le territoire de Sagadahock au Massachusetts en 1691; le texte de la charte démontre que l'Acadie et la Nouvelle-Écosse sont considérés comme des synonymes par les Anglais. Joseph Robineau de Villebon reprend la majeure partie de l'Acadie en 1692. La Nouvelle-Écosse est séparée du Massachusetts en 1696.

#### Nouvelle-Écosse pour la troisième fois (1696-1697)

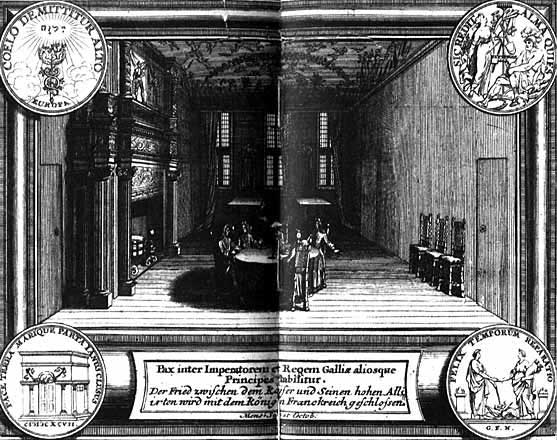
Signature du traité de Ryswick.

En représailles de la prise de la baie d'Hudson et de la destruction du fort Pemaquid par Pierre Lemoyne d'Iberville en 1696, les Anglais pillent Beaubassin la même année. Les conquêtes respectives sont reconnues par le traité de Ryswick en 1697, sans que le traité ne mentionne explicitement l'Acadie. Le traité a pour effet d'annuler la souveraineté de l'Angleterre sur l'Acadie mais les Anglais continuent de réclamer le territoire de Sagadahock. Le gouverneur de Villebon envoie toutefois une lettre au Massachusetts informant que la France considère que l'Acadie s'étend jusqu'au fleuve Kennebec. En fait, des commissaires sont chargés de délimiter les frontières, qui ne sont pas non plus mentionnées dans le traité et en viennent à rétrécir le territoire de l'Acadie jusqu'au fleuve Saint-Georges.

#### Quatrième rétablissement de l'Acadie (1697-1713)
À la fin du XVIIe siècle, une distinction commence à être faite entre l'Acadie et la Gaspésie, alors considérée comme entourant la baie des Chaleurs, et des frontières approximatives sont même mentionnées en 1703; elles tombent toutefois dans l'oubli.
Ce n'est qu'en 1698 que la Cour fixe les frontières de l'Acadie, à la demande du gouverneur Villebon. De toute manière, aucune carte topographique ou marine précise n'est produite jusqu'au milieu du XVIIIe siècle. En fait, l'Acadie est souvent décrite comme s'étendant jusqu'en Virginie, ou consistant au prolongement des rives du fleuve Saint-Laurent, et rarement comme une presqu'île.
La guerre de Succession d'Espagne est déclenchée en 1701. Les Français et les Abénaquis attaquent les côtes de la Nouvelle-Angleterre en 1703. Les Anglais répliquent en attaquant Port-Royal deux fois en 1704; la ville est prise par John March en 1707. Jean-Vincent d'Abbadie de Saint-Castin et Daniel d'Auger de Subercase libèrent la ville peu après. Francis Nicholson reprend Port-Royal le 12 octobre 1710.

### Acadie anglaise (1713-1763)
L'Acadie anglaise est une expression décrivant l'Acadie entre 1713 et 1763.

#### Traité d'Utrecht et son interprétation (1713)

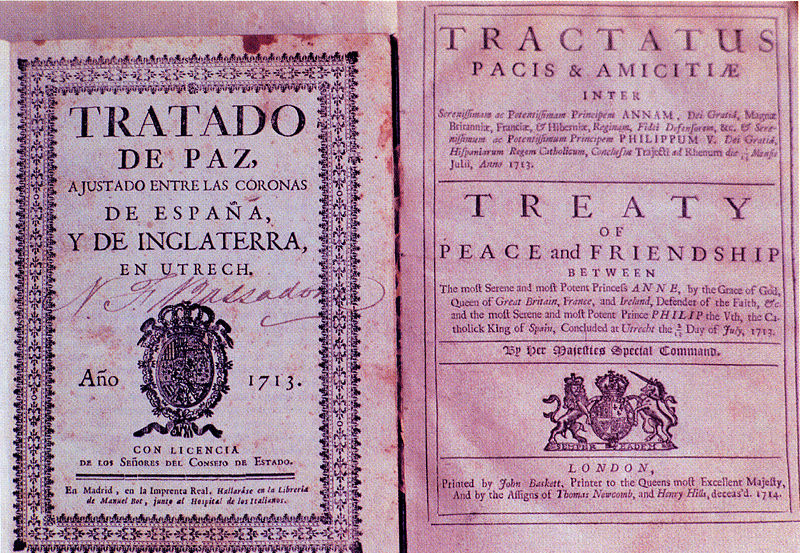
Le traité d'Utrecht.

La conquête de l'Acadie par les Britanniques est officialisée par le traité d'Utrecht, en 1713. La France conserve en fait l'île Royale et l'île Saint-Jean, en plus de ses autres possessions, dont l'île d'Anticosti et des droits de pêche à Terre-Neuve,. Le traité mentionne que l'Acadie et la Nouvelle-Écosse sont synonymes, même si la France avait toujours soutenue que la colonie s'étendait jusqu'au fleuve Kennebec, ou au moins jusqu'au fleuve Penobscot. Du point de vue du Massachusetts, le traité rétablit le territoire de Sagadahock et la Nouvelle-Écosse alors que, selon le nouveau gouverneur de la Nouvelle-Écosse, la colonie inclut toute l'ancienne Acadie et sa frontière ouest se trouve à la rivière Saint-George. La Grande-Bretagne considère que l'Acadie, et donc la Nouvelle-Écosse, s'étend au nord, jusqu'au fleuve Saint-Laurent. La France considère quant à elle que l'Acadie, et donc la Nouvelle-Écosse, est limitée à la partie sud de la péninsule, autrement dit que ce n'est pas l'Acadie qu'elle possédait avant 1710 mais une autre Acadie, selon ses anciennes limites. Les visions respectives de l'Acadie sont reflétées dans les cartes produites par les deux puissances. Les Britanniques ne prennent pas possession de la partie continentale du territoire après la signature du traité, signifiant qu'elle reste de souveraineté française.

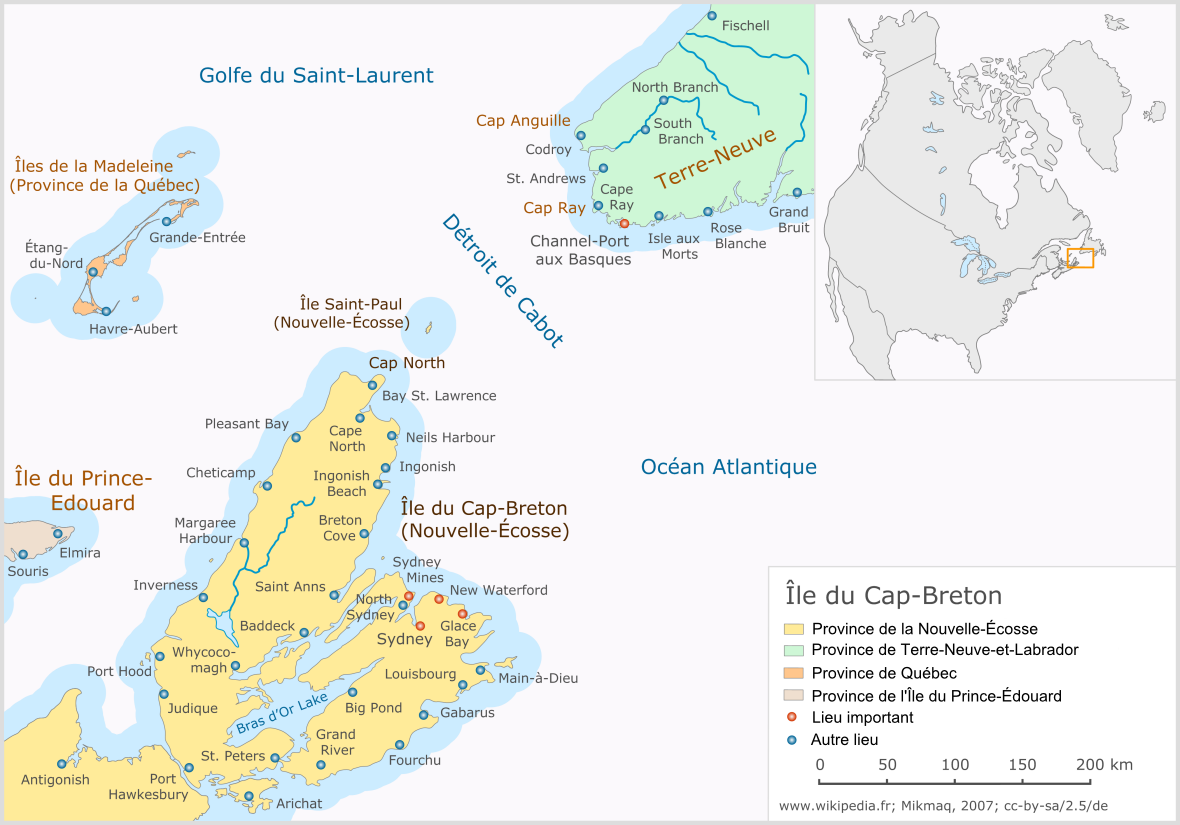
L'île Royale, l'actuelle île du Cap-Breton.
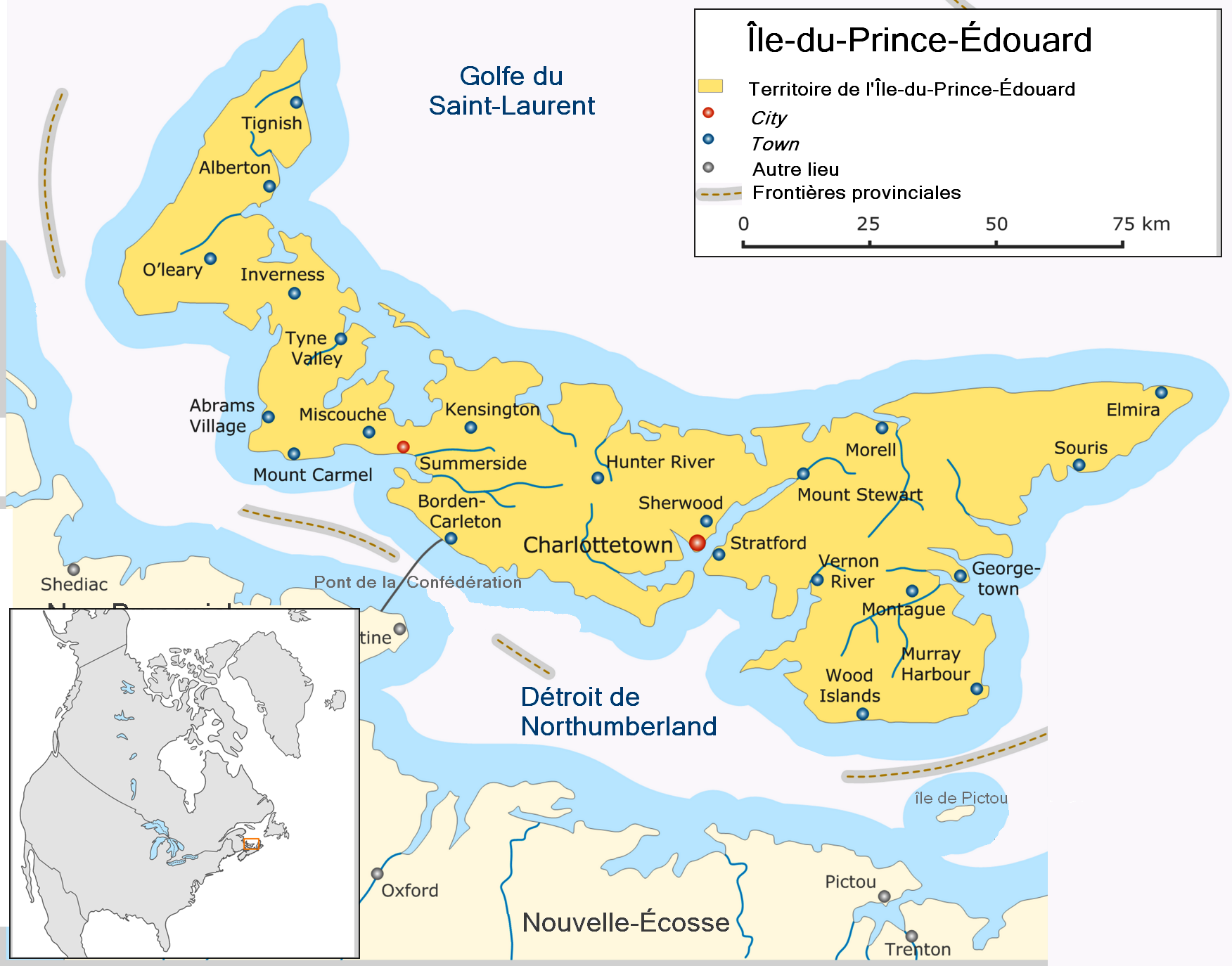
L'île Saint-Jean, l'actuelle île du Prince-Édouard.
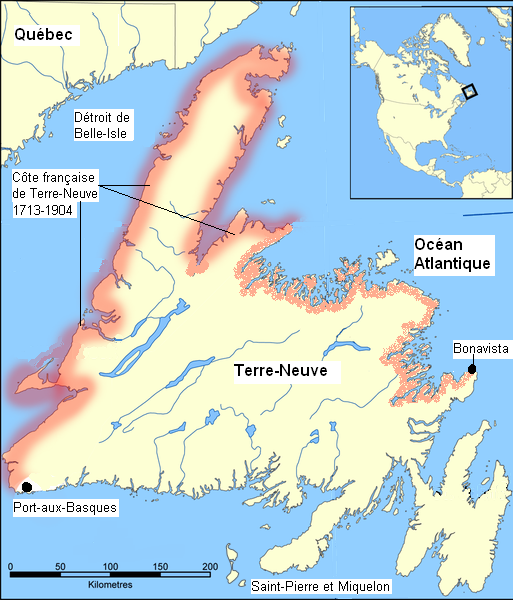
La Côte française de Terre-Neuve, de 1713 à 1904.
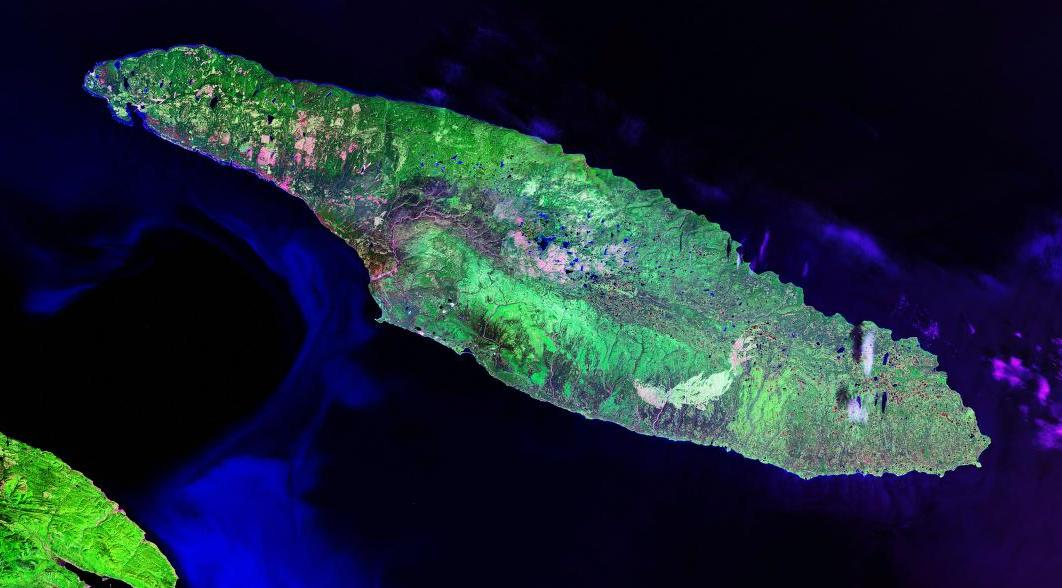
L'île d'Anticosti.

Les Français commencent à réclamer la partie continentale vers 1720. Ils construisent d'ailleurs le fort Beauséjour sur la rive nord de la rivière Mésagouèche en 1751, tandis que les Britanniques construisent le fort Lawrence sur la rive sud, reconnaissant de facto le point de vue des Français ; à noter que c'est la troisième fois que l'isthme de Chignectou sert de frontière.
Malgré l'incertitude concernant la frontière, les Anglais concèdent tout de même le canton de Harrington en 1732 le long du fleuve Saint-Jean ; la concession est toutefois rapidement oubliée.

#### Traité d'Aix-la-Chapelle et commission d'enquête (1748-1755)
En 1748, le traité d'Aix-la-Chapelle ne vient rien changer aux positions respectives. Le traité prévoit la création, en 1750, d'une commission bilatérale sur la délimitation des frontières de l'Acadie, qui ne donne aucun résultat et qui est dissoute. Les conférences du comité, et les volumes publiés, informent toutefois sur de nombreux documents perdus ou rares.
La frontière entre le Massachusetts et la Nouvelle-Écosse est à toutes fins pratique indéfinie et le Massachusetts propose plusieurs solutions à la Nouvelle-Écosse, tandis que la Nouvelle-Écosse considère que cette question est du ressort de la Cour. En 1762, les deux colonies s'entendent pour ne plus concéder de terres dans la partie non délimitée tant que la frontière ne soit pas clairement définie.
Une commission bilatérale est d'ailleurs mise sur pied afin de délimiter la frontière dans l'isthme de Chignectou, sans succès. Les Acadiens sont ensuite déportés entre 1755 et 1763 mais le tiers sont de retour à la fin du XVIIIe siècle. Les Anglais forcent les Acadiens à s'établir en petit groupes éparpillés; la plupart des anciennes terres acadiennes sont données à des colons Anglais.

### Partition de l'Acadie
En 1763, la France cède ses possessions en Amérique du Nord à la Grande-Bretagne par la signature du traité de Paris, qui est sans équivoque, mettant ainsi fin aux disputes sur les frontières de l'Acadie. Le seul territoire que la France gagne est Saint-Pierre-et-Miquelon, afin qu'elle serve de refuge à ses pêcheurs,.

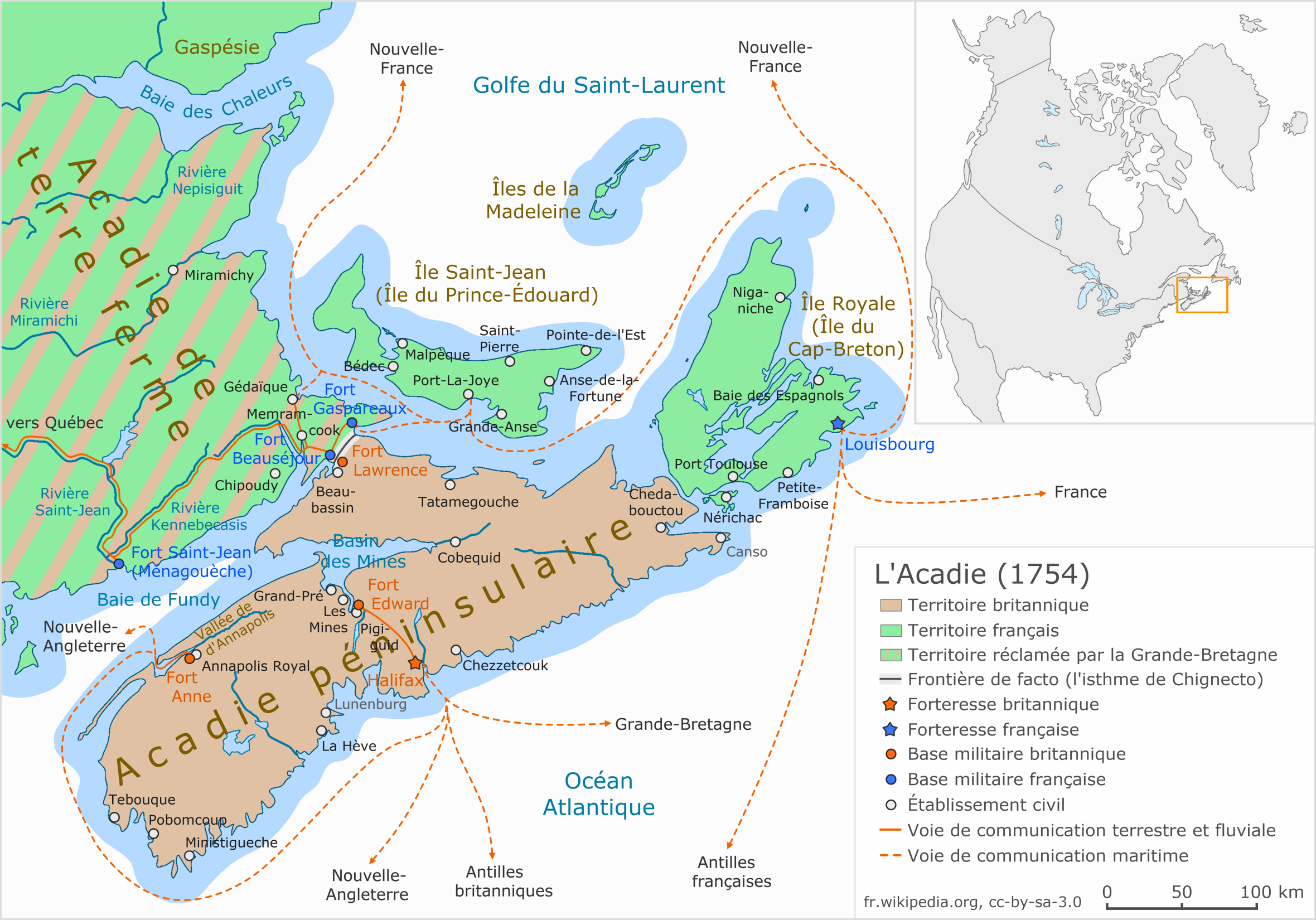
Frontières de lAcadie en 1754.
Frontières actuelles de Saint-Pierre-et-Miquelon.

Le fleuve Sainte-Croix et la ligne plein nord constituent la nouvelle frontière de la Nouvelle-Écosse, la même en fait que celle de la Nouvelle-Écosse de William Alexander, en 1621. Le territoire de Sagadahock se retrouve donc par défaut à être une possession du Massachusetts.
Toutes les frontières internes de l'Acadie datant du régime français sont dissoutes. Terre-Neuve se voit concéder toute la côte comprise entre la rivière Saguenay, à l'ouest, et le détroit d'Hudson, au nord, y compris des îles telles que l'île d'Anticosti et les Îles de la Madeleine. L'île Royale et l'île Saint-Jean sont annexées à la Nouvelle-Écosse; la commission du gouverneur Montague Wilmot en précise les frontières. En agrandissant la Nouvelle-Écosse, les Britanniques souhaitent consolider leur présence et exercer leur autorité sur les territoires de l'Acadie continentale qu'ils considèrent comme leur propriété depuis le traité d'Utrecht (1713).
La Province de Québec, remplaçant le Canada, est créée plus tard en 1763. Sa frontière sud est déterminée comme passant par le 45e parallèle nord et suivant ensuite vers le nord les hautes terres [les Appalaches] délimitant le bassin hydrographique du fleuve Saint-Laurent et celui de l'Océan Atlantique, et finalement à l'est, sur la rive nord de la baie des Chaleurs jusqu'au cap des Rosiers, lui faisant ainsi perdre la Gaspésie,. L'Acte de Québec de 1774 reconnait cette frontière mais accorde d'autres terres, dont celles concédées en 1763 à Terre-Neuve. Les troubles dans les Treize colonies ont poussé les Britanniques à agrandir le territoire du Québec mais cette même décision est l'une des causes de la Révolution américaine. textes ignorent en fait que les « hautes terres » n'approchent pas de la baie des Chaleurs de cette manière et ignorent la rivière Ristigouche, qui ne se déverse ni dans le fleuve Saint-Laurent ni dans l'Océan Atlantique mais dans la baie des Chaleurs, laissant une partie de la frontière indéfinie. Les cartes de l'époque montrent la rivière Ristigouche plus loin au nord et plus courte que dans la réalité, expliquant cette confusion. La plupart des cartographes règle le problème en traçant la frontière en ligne droite vers l'est à partir des hautes terres, jusqu'à l'embouchure de la rivière Ristigouche, tandis que la carte de Desbarres, beaucoup plus précise, fait dévier la frontière autour de la source de la rivière, et la fait ensuite suivre le trajet le plus court jusqu'à la baie des Chaleurs. Quoi qu'il en soit, la frontière sud du Québec devient automatiquement la frontière nord du Massachusetts et de la Nouvelle-Écosse.

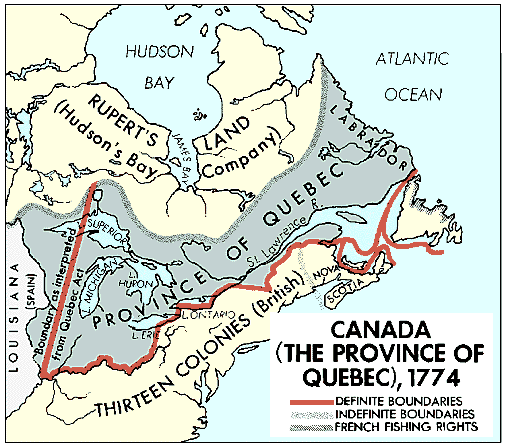
Frontières du Québec en 1774.
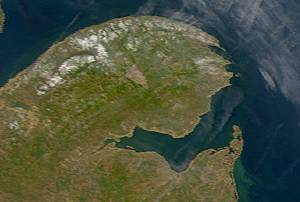
Vue satellite de la baie des Chaleurs et de la Gaspésie.

Le Massachusetts continue de réclamer le territoire de Sagadahock, autrement dit les terres à l'est jusqu'au fleuve Sainte-Croix, tandis que la Nouvelle-Écosse revendique les terres à l'ouest jusqu'au fleuve Penobscot, en tant qu'héritière de l'Acadie. Toutefois, le traité de Paris et l'acte de Québec font perdre de la partie nord du territoire de Sagadahock au profit du Québec. La commission du gouverneur Wilmot, en 1763, soutient par contre que la frontière ouest de la Nouvelle-Écosse suit une ligne du cap de Sable à travers la baie de Fundy vers l'embouchure du fleuve Sainte-Croix jusqu'à la source de ce dernier, avant de suivre un tracé plein nord jusqu'à la frontière sud du Québec. Cette frontière crée un « angle nord », mentionné fréquemment par la suite. À noter que la commission du gouverneur mentionne que la Nouvelle-Écosse s'étendait autrefois jusqu'au fleuve Penobscot, une formulation enlevant tout caractère définitif dans un contexte ou les deux colonies tentent de faire établir définitivement le tracé de la frontière.
La Nouvelle-Écosse avait déjà été divisée en comtés en 1759 et tout le territoire au nord du comté de Kings, comprenant tout le Nouveau-Brunswick actuel, était dès lors inclus dans le comté de Cumberland. La vallée du fleuve Saint-Jean est séparée de ce dernier en 1765 pour former le comté de Sunbury. Une frontière est finalement établie entre les deux comté en 1770. La frontière ouest du comté de Sunbury est décrite comme suivant la ligne plein nord à partir de la source du fleuve Sainte-Croix, jusqu'au fleuve Saint-Jean et ensuite jusqu'à la frontière sud du Québec. Cette description chevauche en fait une partie du territoire du Maine puisque, pour rejoindre la frontière du Québec à partir du fleuve Saint-Jean, il faut aller loin vers l'ouest, jusque dans les environs de la source de la rivière Chaudière.

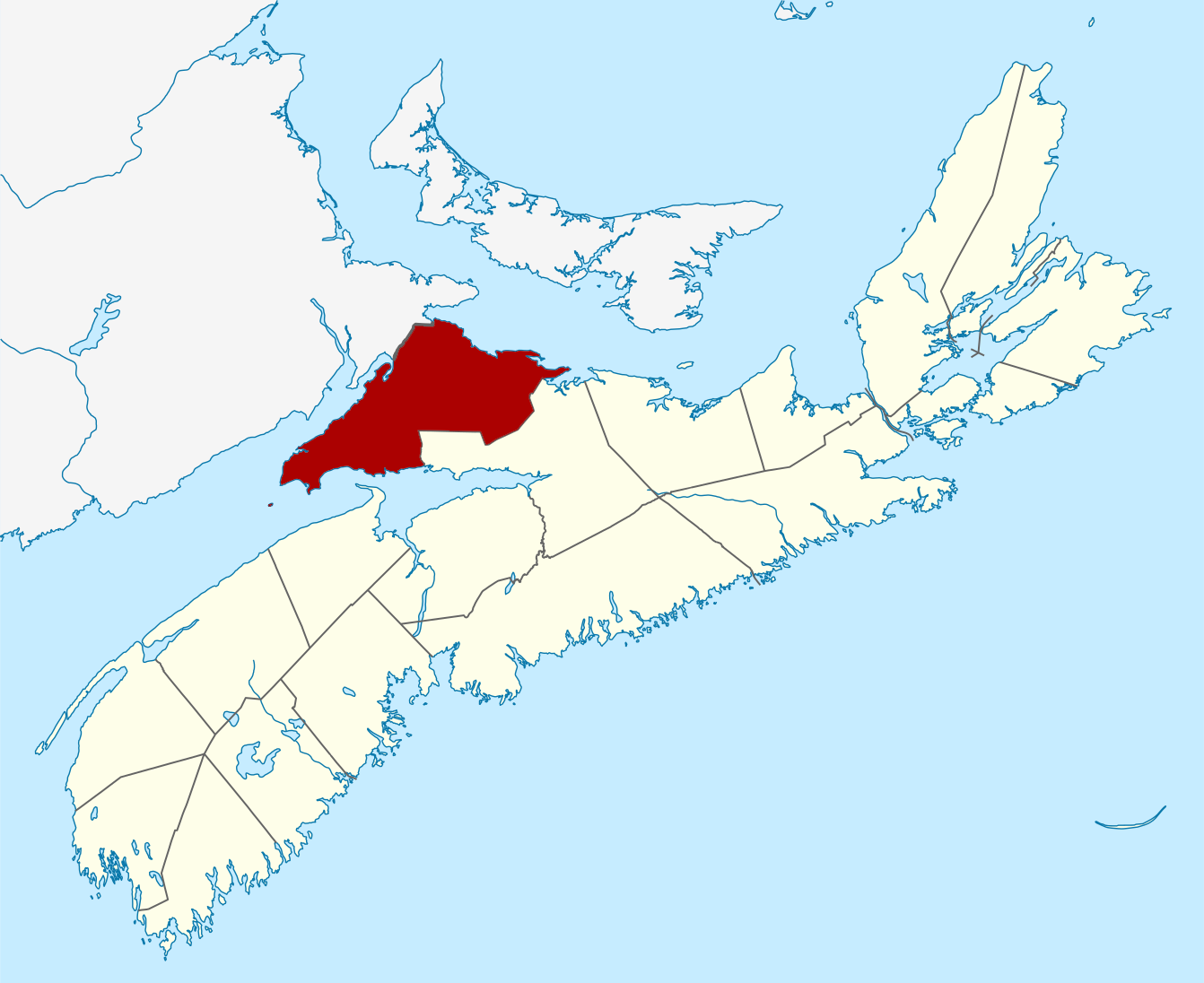
Le comté de Cumberland de nos jours.
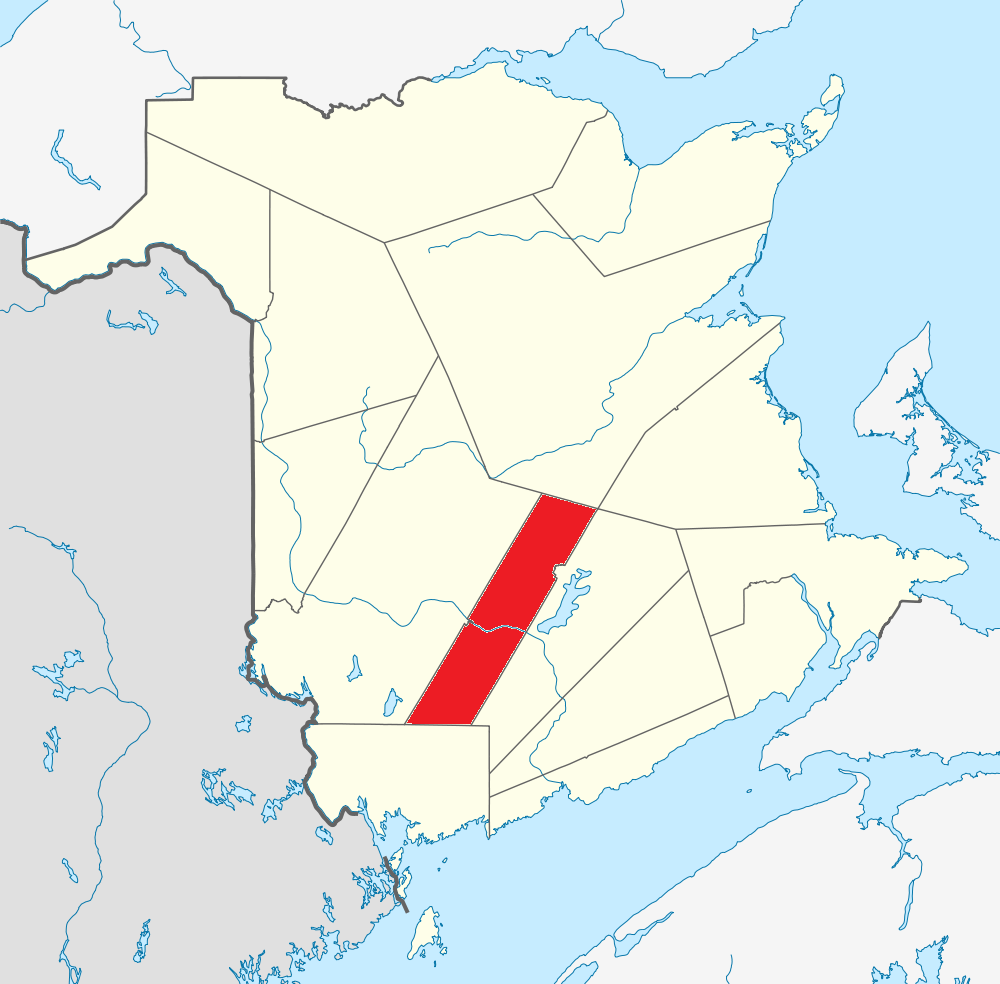
Le comté de Sunbury de nos jours.
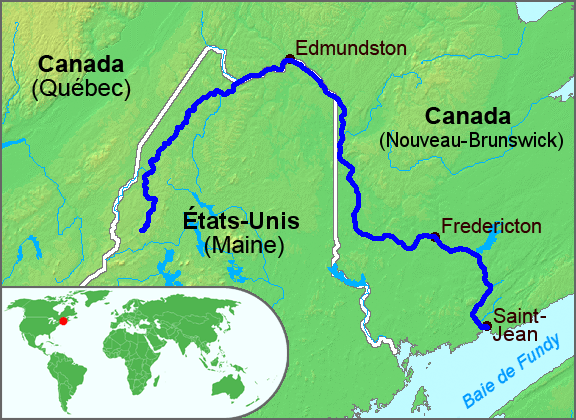
Le fleuve Saint-Jean.
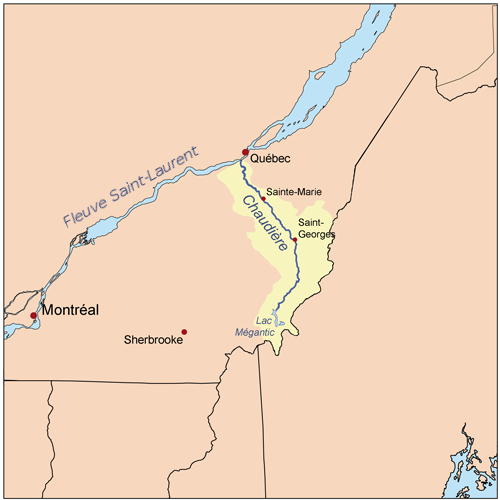
La rivière Chaudière.

L'île Saint-Jean est presque vidée de sa population en 1758 – durant la Déportation des Acadiens – avant d'être cadastrée en 1764 et concédée à divers seigneurs anglais en 1767. À leur demande, l'île est séparée de la Nouvelle-Écosse en 1769; la colonie est renommée l'Île-du-Prince-Édouard en 1798. Le Nouveau-Brunswick est séparé de la Nouvelle-Écosse en 1784. L'île Royale, rebaptisée l'île du Cap-Breton, devient elle aussi une province en 1784 mais est rattachée à la Nouvelle-Écosse en 1820.

### Récapitulation

#### Acadie
| Nom                 | Durée                              | Souveraineté                                                                                                   | Origine                                                       |
| ------------------- | ---------------------------------- | --- | ------------------------------------------------------------- |
| Acadie              | 1604-1620 (1632 pour les Français) | Royaume de France                                                                                              | Explorations de Giovanni da Verrazzano (1524)                 |
| Nouvelle-Angleterre | 1620-1621                          | Royaume d'Angleterre                                                                                           | Concession du Conseil de Plymouth pour la Nouvelle-Angleterre |
| Nouvelle-Écosse     | 1621-1632                          | Royaume d'Écosse                                                                                               | Concession à William Alexander                                |
| Acadie              | 1632-1654 (1664 pour les Français) | Royaume de France                                                                                              | Traité de Saint-Germain-en-Laye                               |
| Nouvelle-Écosse     | 1654-1667                          | Commonwealth d'Angleterre, d'Écosse et d'Irlande, Commonwealth d'Angleterre et finalement Royaume d'Angleterre | Invasion de Robert Sedgwick, Traité de Westminster            |
| Acadie              | 1667-1674                          | Royaume de France                                                                                              | Traité de Bréda                                               |
| Nouvelle-Hollande   | 1674-1678                          | Provinces-Unies                                                                                                | Invasion de Jurriaen Aernoutsz                                |
| Acadie              | 1678-1691                          | Royaume de France                                                                                              | Traité de Nimègue                                             |
| Massachusetts       | 1691-1696                          | Angleterre | Invasion de William Phips                                     |
| Nouvelle-Écosse     | 1696-1697                          | Angleterre | Scission du Massachusetts                                     |
| Acadie              | 1697-1713 (1763 selon la France)   | Royaume de France                                                                                              | Traité de Ryswick                                             |
| Nouvelle-Écosse     | 1713-                              | Royaume de Grande-Bretagne                                                                                     | Traité d'Utrecht                                              |

#### Territoire de Sagadahock
| Nom                      | Durée     | Souveraineté         | Origine                                     |
| ------------------------ | --------- | -------------------- | ------------------------------------------- |
| Territoire de Sagadahock | 1664-1667 | Royaume d'Angleterre | Concession de Charles II au Duc d'York      |
| Acadie                   | 1667-1674 | Royaume de France    | Traité de Bréda                             |
| Territoire de Sagadahock | 1674-1678 | Royaume d'Angleterre | Restauration de la concession au Duc d'York |
| Acadie                   | 1678-1691 | Royaume de France    | Traité de Nimègue                           |
| Massachusetts            | 1690-1691 | Royaume d'Angleterre | Invasion de William Phips                   |
| Nouvelle-Écosse          | 1691-1696 | Royaume d'Angleterre | Scission du Massachusetts                   |
| Acadie                   | 1696-1713 | Royaume de France    | Traité de Ryswick                           |
| Territoire de Sagadahock | 1713-1763 | Royaume d'Angleterre | Traité d'Utrecht                            |
| Massachusetts            | 1763-     | Royaume d'Angleterre | Traité de Paris                             |

#### Partition de l'Acadie
| Nom                      | Durée       | Souveraineté                | Origine                                 | Partie                                                                                |
| ------------------------ | ----------- | --------------------------- | --------------------------------------- | ------------------------------------------------------------------------------------- |
| Île Royale               | 1713-1763   | Royaume de France           | Traité d'Utrecht                        | Îles du golfe du Saint-Laurent                                                        |
| Nouvelle-Écosse          | Depuis 1713 | Royaume-Uni puis Canada     | Traité d'Utrecht                        | Partie péninsulaire et plus tard l'île Royale/île du Cap-Breton                       |
| Territoire de Sagadahock | 1713-1763   | Royaume-Uni                 | Traité d'Utrecht                        | Partie à l'ouest du fleuve Sainte-Croix                                               |
| Massachusetts            | 1763-1820   | Royaume-Uni puis États-Unis | Traité de Paris                         | Territoire de Sagadahock                                                              |
| Île-du-Prince-Édouard    | Depuis 1769 | Royaume-Uni puis Canada     |                                         | Ancienne île Saint-Jean                                                               |
| Province de Québec       | 1774-1791   | Royaume-Uni                 | Acte de Québec                          | Gaspésie, Îles de la Madeleine, nord du territoire de Sagadahock                      |
| Nouveau-Brunswick        | Depuis 1784 | Royaume-Uni puis Canada     |                                         | Partie continentale, à l'est du fleuve Sainte-Croix et au sud de la baie des Chaleurs |
| île-du-Cap-Breton        | 1784-1820   | Royaume-Uni                 |                                         | Ancienne île Royale                                                                   |
| Bas-Canada               | 1791-1841   | Royaume-Uni                 | Acte constitutionnel                    | Gaspésie, Îles de la Madeleine, nord du territoire de Sagadahock                      |
| Maine                    | Depuis 1820 | États-Unis                  | Compromis du Missouri                   | Territoire de Sagadahock                                                              |
| Province du Canada       | 1841-1867   | Royaume-Uni                 | Acte d'Union                            | Gaspésie, Îles de la Madeleine, nord du territoire de Sagadahock                      |
| Québec                   | Depuis 1867 | Canada                      | Actes de l'Amérique du Nord britannique | Gaspésie, Îles de la Madeleine, nord du territoire de Sagadahock                      |

## Répartition de la population acadienne
La répartition de la population acadienne n'a pas toujours été liée aux frontières mais influence sur la définition de celles-ci.

### Acadie française
De nombreux projets de colonisation doivent être annulés ou retardés, à cause notamment du manque de vivres et de fonds ; même les observateurs, jusqu'au début du XVIIIe siècle, parlent de l'Acadie comme d'un endroit à coloniser. La colonisation de l'Acadie commence réellement sous l'impulsion d'Isaac de Razilly, en 1632. L'implantation commence à Port-Royal et s'étend à Beaubassin en 1670, dans les Mines en 1682 et par la suite à Pisiguit et dans les Trois-Rivières. Le reste du territoire est peu peuplé.

### Acadie anglaise
En 1755, le gouverneur de la Nouvelle-Écosse, Charles Lawrence, fait prendre le fort Beauséjour aux mains des Français et commence la Déportation des Acadiens. Jusqu'en 1763, les territoires limitrophes de la Nouvelle-Écosse sont annexés et les Acadiens déportés vers la Nouvelle-Angleterre. De nombreux autres réussissent à s'enfuir vers le Canada, l'île Saint-Jean (actuelle Île-du-Prince-Édouard) ou se cachent chez les Amérindiens. Plusieurs colonies refusent ces prisonniers, qui sont ensuite déportés vers l'Angleterre ou ramenés en Nouvelle-Écosse. L'île Saint-Jean est presque vidée de sa population en 1758. Les deux tiers sont déportés en France alors que les autres se réfugient à la Ristigouche ou au Québec. Les réfugiés d'Angleterre sont expatriés en France en 1763. Des Acadiens se réfugient à Saint-Pierre-et-Miquelon mais sont presque tous déportés en 1778.

### Depuis 1763
Après la Déportation des Acadiens, l'Acadie passe d'un territoire défini à un ensemble de communautés aux frontières floues.
Après la signature du traité de Paris en 1763, les Acadiens se déplacent vers les Antilles, en France, en Louisiane et au Québec, mais surtout en Nouvelle-Écosse. 12 000 immigrants de la Nouvelle-Angleterre se sont déjà établis dans les anciens villages acadiens et la loi interdit aux Acadiens de s'établir en communautés trop nombreuses. Ils ont alors la possibilité de s'établir sur certaines terres qui leur sont réservées parmi les anglophones ou plutôt de fonder de nouveaux villages dans les recoins éloignés de l'ancienne l'Acadie, soit l'île du Cap-Breton, l'Île-du-Prince-Édouard ou le territoire qui deviendra le Nouveau-Brunswick en 1784, ce que la plupart font. Parmi tous les anciens villages du cœur de l'Acadie, les seuls n'étant pas réservés aux anglophones sont Pobomcoup et la rive gauche des Trois-Rivières ainsi que Beaubassin, bien que ce dernier accueille très peu d'Acadiens. Les exilés s'établissent au fur et à mesure à Halifax et au bord du détroit de Canso puis dès 1767 à la Baie-Saint-Marie, à Tousquet et à Pobomcoup et, à partir de 1780, à Chéticamp et Margaree.
Près des deux tiers des Acadiens de France se rendent en Louisiane en 1785. Leurs descendants sont appelés les Cadiens de nos jours.
Un groupe d'Acadiens de Saint-Malo s'établit aux îles Malouines en 1764. La plupart quittent l'archipel dans les années suivantes mais il semble que quelques familles aient laissé des descendants sur ces îles ainsi qu'à Montevideo, en Uruguay.
À partir de 1785, le Madawaska voit l'arrivée des Acadiens, qui avaient dû laisser la basse vallée du fleuve Saint-Jean aux Loyalistes. À la fin du XVIIIe siècle, 36 % des Acadiens sont établis dans les Provinces maritimes et leur retour d'exil se poursuit jusqu'aux années 1820. Jusqu'à la deuxième moitié du XXe siècle, les établissements des Maritimes s'étendent le long des côtes et dans l'arrière-pays. Plusieurs facteurs contribuent aux mouvements de population, mais le plus constant est la présence religieuse. Ainsi, la construction d'une chapelle ou l'établissement d'un prêtre signifient généralement qu'une communauté est établie pour de bon. Durant cette période, l'arrivée de nombreux immigrants britanniques accentue le statut minoritaire des Acadiens.
Au cours du XIXe siècle, des familles de pêcheurs français et saint-pierrais s'établissent sur la côte française de Terre-Neuve, en particulier dans la péninsule de Port-au-Port, malgré l'interdiction d'établissements permanents. Ils sont rejoints par des agriculteurs acadiens. La population francophone subit ensuite une assimilation massive et la France perd ses droits de pêche en 1904.
Dans la seconde moitié du XXe siècle, des communautés acadiennes se sont formées en Alberta et au Labrador. Elles sont composées surtout de travailleurs attirés par les nombreux emplois bien payés du secteur primaire. Cet exode menace la survie de certaines communautés des Maritimes.

### Territoires amérindiens

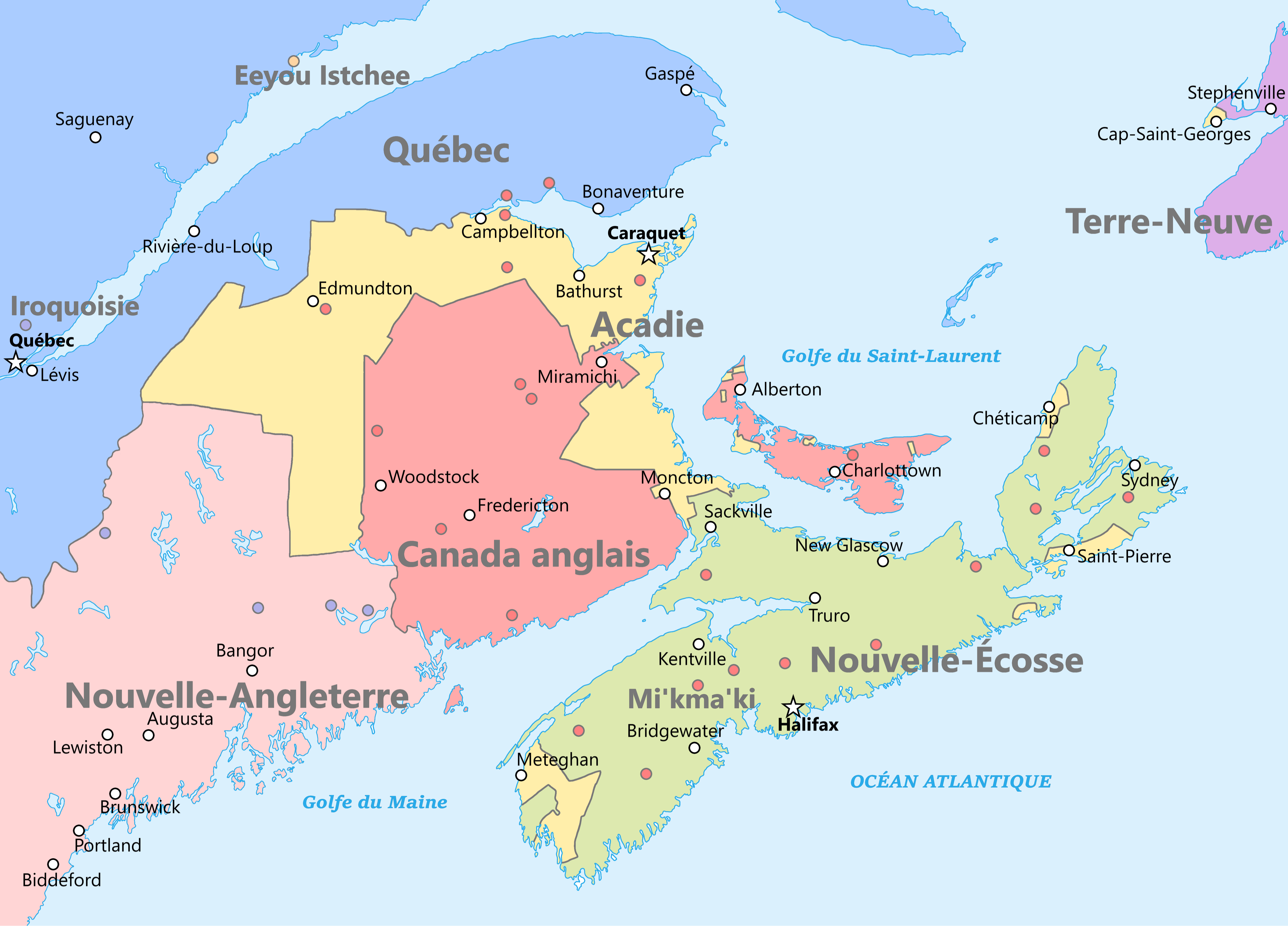
Carte de l'Acadie et ses aires culturelles voisines avec les réserves Micmacs.

Durant le régime français, la France ne reconnait pas la souveraineté des Malécites et des Micmacs sur leurs territoires mais s'assure qu'ils soient respectés dans l'usage qu'ils en font. De leur côté, les Amérindiens considèrent que les terres ne sont que prêtées aux Français et Acadiens. Quoique l'arrivée des Blancs occasionne un changement des habitudes des Amérindiens et que de nombreux meurent de maladies apportées d'Europe, les relations sont généralement cordiales et chaque population occupe son propre territoire. Le métissage est tout de même courant mais est dénigré à la fin de régime français, les Acadiens mariés à des Amérindiennes étant plus intéressés par la culture de leur épouse, alors que le but affiché du métissage – favorisé par le gouvernement – est d'assimiler les Amérindiens.
Les Malécites et les Micmacs existent toujours, et possèdent des terres – les réserves indiennes – dont certaines sont enclavées en Acadie. Certaines réserves ont vu leur territoire être réduit au fil des ans, parfois illégalement. C'est l'une des raisons pour lesquelles plusieurs communautés tentent de revendiquer de plus grands territoires.

### Population anglophone et immigrants
La population immigrante n'a pas réellement d'impact sur la définition du territoire de l'Acadie.

## Influence des frontières de l'Acadie jusqu'à nos jours
Les incertitudes concernant les frontières de l'Acadie ont une influence jusqu'à nos jours et ont mené à plusieurs conflits frontaliers entre le Canada et les États-Unis ainsi qu'entre les provinces et États.

### Frontière internationale

#### Guerre d'indépendance des États-Unis et traité de Paris (1784)

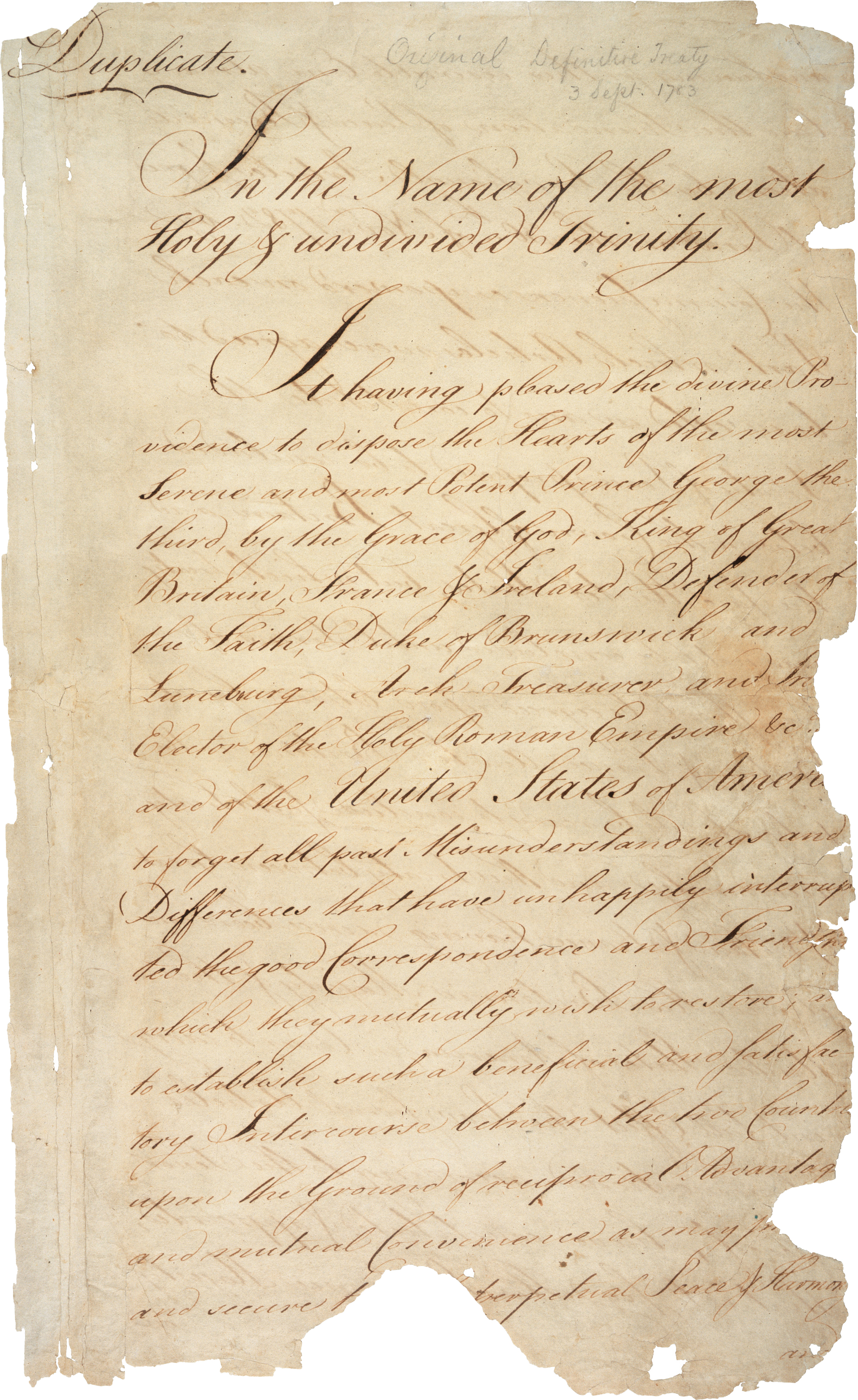
La première page du traité de Paris.

La carte Mitchell.

Un traité provisoire est signé en 1782 entre les États-Unis et la Grande-Bretagne. Il détermine la frontière avec la Nouvelle-Écosse comme commençant à l'embouchure du fleuve Sainte-Croix dans la baie de Fundy, remontant son cours jusqu'à sa source et suivant ensuite une ligne plein nord jusqu'à l'angle nord-ouest, situé dans les « hautes terres », soit en fait sensiblement la même frontière donnée à la Nouvelle-Écosse par la Grande-Bretagne en 1763. Les commissaires se basent sur la Carte Mitchell de 1755, considérée comme la meilleure de l'époque. Le traité de Paris de 1783 met fin à la Guerre d'indépendance des États-Unis et reprend sensiblement la même frontière. Dès ce moment, la frontière nord des États-Unis est une source de discorde avec le Royaume-Uni puis le Canada, et ce jusqu'à nos jours.

#### Recherche du fleuve Sainte-Croix

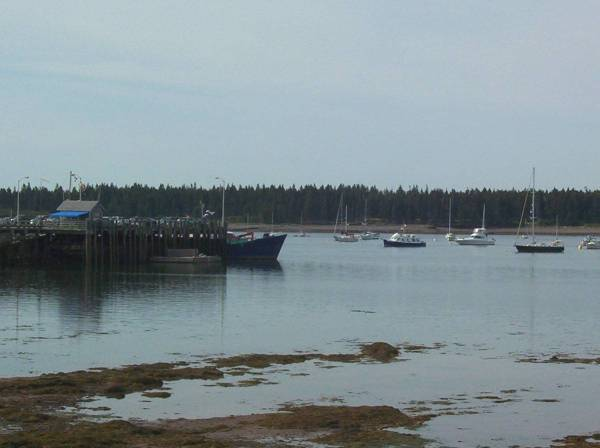
Le fleuve Sainte-Croix à son embouchure.

La position exacte du fleuve Sainte-Croix est rapidement oubliée. La première description topographique connue en est toutefois faite en avril 1764 par le gouverneur Francis Bernard du Massachusetts à John Mitchell, chargé de faire un relevé de la baie de Passamaquoddy et de déterminer l'emplacement exact du fleuve. Francis Bernard fait alors référence à un cours d'eau appelé à l'époque la rivière Scoodic, qui se révèlera être le fleuve recherché. En juin 1764, John Mitchell note dans son journal que les Amérindiens considèrent que la rivière Magaguadavic est en fait le fleuve Saint-Croix; il produit une carte dont l'original ne nous est pas parvenu. La carte Pownall de 1776 est la première carte imprimée à illustrer cette théorie. Il semble que Mitchell ait pu mal interpréter le plan de Southack, datant de 1733, qui identifie la rivière Magaguadavic au fleuve Sainte-Croix et qui donne le nom de rivière Passamaquoddy à la rivière Scoodic, erreur qui se retrouve dans son rapport et sa carte. En 1765, Charles Morris est envoyé en expédition dans la baie de Passamaquoddy. Il identifie la rivière Cobscook au fleuve Sainte-Croix ainsi que l'île Treat à l'île Sainte-Croix mais nomme la rivière Scoodic comme telle et ne donne pas de nom à la rivière Magaguadavic; la véritable île Sainte-Croix étant boisée, il prend les ruines de l'île Treat comme celle de l'habitation française. Selon William Francis Ganong, la principale cause de la méprise de Charles Morris est en fait qu'il souhaite repousser le plus loin à l'ouest la frontière de la Nouvelle-Écosse. En 1765, le gouverneur Bernard, se basant sur les recherches de John Mitchell et sur les écrits de Samuel de Champlain, envoie une lettre au gouverneur Wilmot de la Nouvelle-Écosse, dans laquelle il associe la rivière Digdeguash au fleuve Sainte-Croix; il semble que son erreur soit basée sur le fait qu'il consulte l'édition de 1632 de Champlain, qui contient moins de cartes et certaines imprécisions. En 1772, Thomas Wright produit une carte détaillée de la région, où il identifie la rivière Scoodiac comme la Grande rivière Sainte-Croix et la rivière Magaguadavic comme la Petite; il déclarera sous serment, en 1797, qu'il s'est basé sur l'usage local.
Des témoignages contradictoires sont en fait rapportés à cette époque. Il en ressort que les Amérindiens soutiennent que la rivière Magaguadavic est en fait le fleuve Sainte-Croix, point de vue soutenu par une partie des Anglais établis dans la région, alors que certains Amérindiens soutiennent qu'on leur a demandé de faire croire à cette théorie et que certains autres Anglais soutiennent que cette appellation est récente tandis que, finalement, certains soutiennent que la rivière Scoodic et la rivière Magaguadavic étaient appelées respectivement la Grande et la Petite rivière Sainte-Croix. D'ailleurs, en 1765, d'autres Amérindiens informent Charles Morris qu'ils donnaient autrefois le nom de fleuve Sainte-Croix à la rivière Cobscook.
En 1794, l'article V du traité de Londres prévoit la création d'une commission bilatérale dans le but de déterminer l'emplacement du fleuve Sainte-Croix. Le 25 octobre 1798, les trois commissaires reconnaissent que la rivière Scoodiac et fleuve Sainte-Croix sont bel et bien les mêmes cours d'eau; un monument est érigé à sa source.

#### Guerre de 1812 et traité de Gand (1814)

Signature du traité de Gand.

Le traité de Gand, signé en 1814, met fin à la guerre de 1812 et est censé mettre fin aux incertitudes dues au traité de Paris.

#### Guerre d'Aroostook et traité de Webster-Ashburton

Incertitudes frontalières à l'origine de la guerre d'Aroostook.

#### Autres traités et conflits

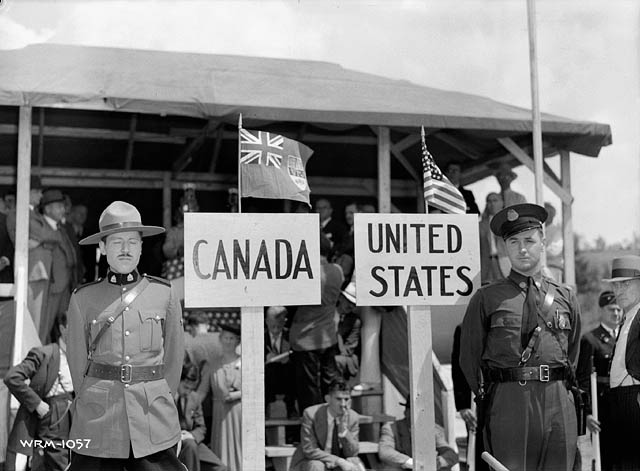
La frontière canado-américaine, en 1941.

La souveraineté canadienne sur l'île Campobello est reconnue par une convention en 1817. Le traité de 1908 entre les États-Unis et le Royaume-Uni met en place une commission chargée d'entretenir la frontière. Il stipule également que toutes les frontières reconnues jusqu'alors sont fixes, ignorant donc d'éventuelles transformations géologiques. Le traité de 1910 précise la frontière dans la baie de Passamaquoddy, soit une ligne partant d'un point entre l'île Treat et l'île Campobello, et allant généralement vers le sud jusqu'au milieu du chenal de Grand Manan; l'île Popes Folly et le phare entre la pointe Woodward et la pointe Cranberry est laissé aux États-Unis. Le traité de 1925 déplace la fin de la frontière dans le chenal de Grand Manan de 2 383 mètres, faisant gagner 9 acres au Canada.
Le projet de port pétrolier d'Eastport, au Maine, crée un conflit entre le Canada et les États-Unis au tournant du XXIe siècle.

### Frontière entre le Québec et le Nouveau-Brunswick

Carte topographique du Nouveau-Brunswick, illustrant les frontières modernes.

La frontière est fixée en 1851 par une loi britannique et démarquée entre 1853 et 1855; c'est en fait la première des frontières interprovinciales à subir ce sort. Toutefois, les îles de la rivière Ristigouche sont considérées comme appartenant au Nouveau-Brunswick mais le fait que certaines ont disparu ou sont apparues au fil du temps rendent ce segment de la frontière incertain. La partie la plus à l'est de la frontière dépend quant à elle du statut donné au golfe du Saint-Laurent.

### Frontière entre le Nouveau-Brunswick et la Nouvelle-Écosse
La frontière entre le Nouveau-Brunswick et la Nouvelle-Écosse est officieusement reconnue par les résidents de l'isthme de Chignectou dès 1800. Sa démarcation exacte est rendue difficile par le fait que source de la rivière Mésagouèche se trouve dans une région marécageuse mais une ligne est finalement démarquée en 1856.

## Interprétation des frontières de l'Acadie depuis 1763
Selon Julien Massicotte, la relation des Acadiens avec le territoire est laborieuse. Selon lui, la situation difficile vécue par les Acadiens au cours de leur histoire explique en grande partie leur association plus facile à leur culture qu'à un territoire.
Plusieurs personnes comme Julien Massicotte, Nicolas Landry et Nicole Lang soutiennent que la question du territoire est fondamentale dans l'histoire acadienne. Massicotte considère que le territoire est en constante redéfinition.
Elsa Guerry soutient que la première notion venant à l'esprit lorsqu'on mentionne l'Acadie est l'identité, que sa défense est liée à l'absence de territoire réel mais qu'elle trouve son origine dans le territoire historique. D'ailleurs, avant que le mot Acadien fasse son apparition, vers 1680, on parlait des « habitants de l'Acadie ».
En général, les Acadiens des provinces de l'Atlantique parlent de l'Acadie comme d'une évidence. L'absence de reconnaissance officielle n'empêche pas que l'on parle de l'Acadie, selon Muriel Kent Roy. Pierre Perrault a dit que la géographie de l'Acadie était une « géographie de l'âme ». Selon Cécyle Trépanier, le mythe de l'Acadie est bien ancré. Selon elle, le mot Acadie en lui-même est ambigu.

### Historique
Selon Naomi Griffiths, la conscience historique acadienne apparait avant la déportation tandis que, selon Joseph Yvon Thériault, cette conscience s'éveille dans les années 1880. Quoi qu'il en soit, les Acadiens, au milieu du XIXe siècle, connaissent une croissance démographique importante et se dotent d'institutions alors qu'ils sont économiquement et politiquement dans l'ombre des anglophones; cette période est appelée la renaissance acadienne. Elle se base en partie sur contestation des liens avec les Canadiens français, même si le nationalisme acadien s'inspire du nationalisme canadien-français sur de nombreux point et que la vision diasporique du territoire se retrouve dans les deux. Selon cette vision, le peuple mais avant tout la langue, la culture et la religion définissent l'Acadie. L'élite acadienne est la classe sociale mettant de l'avant cette vision et se basant sur ses valeurs. Deux historiens de la seconde moitié du XIXe ont une influence importante sur l'Acadie. François-Edme Rameau de Saint-Père s'intéresse au territoire mais en fait surtout à la diaspora et considère que l'Acadie est où se trouvent les Acadiens et que les différentes localités acadiennes pourraient être le « germe » d'une nouvelle nation. Quant à lui, Pascal Poirier écrit sur la diaspora mais soutient surtout que les Acadiens sont liés par le sang, constituant une race. L'émigration massive des Acadiens aux États-Unis au cours du XIXe siècle a une influence dans la conception du territoire, un exemple étant la fondation de la Société l'Assomption au Massachusetts en 1903. Michel Roy affirme, dans L'Acadie perdue, que l'appropriation et le développement du territoire acadien est inhibé par l'élite, préférant voir l'Acadie selon un point de vue historique et religieux. De toute manière, cette vision de l'Acadie perd en popularité au cours des années 1960.
En 1922, Émile Laurivière écrit La Tragédie d’un peuple histoire du peuple acadien de ses origines à nos jours, en se basant en partie sur l'idéologie précédente. Les historiens Antoine Bernard et Robert Rumilly reprennent sa vision. Selon celle-ci, appelée l'« Acadie tragique » par Julien Massicotte, il existe en fait deux versions complémentaires du territoire Acadien. La première est basée sur une vision mythique de l'histoire de l'Acadie, voyant les Acadiens comme des martyrs, dont l'acadianité est ancrée dans la Déportation des Acadiens et la religion, faisant du territoire un regroupement de tous les lieux peuplés par des descendants des déportés. Un second territoire plus concret et régionalisé, mentionné aussi par Laurivière, est quant à lui constitué des communautés fondées par les Acadiens. La plupart des auteurs s'inspire de la vision idéalisée de l'Acadie mais l'aborde surtout du point de vue régionalisé, en étudiant l'histoire des Acadiens d'un village, d'une région, d'une province. Cette vision de l'Acadie est populaire jusque dans les années 1950.
La popularité du Mouvement d'Antigonish, initié dans les années 1920, et la fondation d'une école de sciences sociales à Memramcook en 1939, provoque une nouvelle perception du territoire de l'Acadie.
En 1987, le géographe néo-brunswickois Adrien Bérubé propose quatre visions différentes de l'Acadie: l'Acadie historique, l'Acadie de la diaspora, l'Acadie opérationnelle et l'Acadie prospective. Il est l'un des rares universitaires à l'époque à s'intéresser à l'Acadie contemporaine.
Des années 1980 à 2000, plusieurs auteurs étudient la répartition précise des Acadiens au sein d'une province, dont George Arsenault pour l'Île-du-Prince-Édouard ainsi que Sally Ross et J. Alphonse Deveau pour la Nouvelle-Écosse.
Cécyle Trépanier déplore que les quatre visions d'Adrien Bérubé sont des « types idéaux », ne correspondant pas nécessairement à l'opinion populaire, et que son étude se concentre surtout sur le Nouveau-Brunswick. Au cours des années 1990, elle réalise des centaines d'entrevues d'Acadiens, l'amenant à la conclusion qu'aucune des visions de Bérubé ne « passe intégralement le test de la réalité ». En 1994, elle publie À la recherche de l'Acadie et des perceptions identitaires des Acadiens des Provinces maritimes du Canada, suivie de Le Mythe de « l'Acadie des Maritimes » en 1996.
En 2007, Julien Massicotte écrit Le Territoire acadien, contexte et perceptions, qui étudie la question du territoire de la seconde moitié du XIXe siècle jusqu'à nos jours.

### Vision bérubéenne
Adrien Bérubé considère que ses quatre conceptions de l'Acadie sont liées à quatre idéologies s'articulant autour de quatre thèmes: le territoire, l'usage ou non du mot Acadie, l'usage ou non du drapeau de l'Acadie ainsi que le statut des Acadiens. Ces idéologies peuvent être déterminées par l'étude de la littérature et du paysage et permettent de dévoiler l'existence de plusieurs Acadie.
Certains chercheurs en sont venus à des conclusions différentes. L'opinion publique est également importante, étant d'ailleurs à la base de plusieurs conceptions de l'Acadie. La plupart des gens ne se limitent en fait pas à une seule définition de l'Acadie. Selon Cécyle Trépanier, les changements qu'a connu la société acadienne au cours du XXe ont en effet contribué à diviser les Acadiens.

#### Acadie historique
La première vision « bérubéenne » est l'Acadie historique, autrement dit celle ayant disparu, selon le point de vue, en 1713 ou 1763, de manière irrémédiable selon Michel Roy. Certaines personnes considèrent d'ailleurs qu'il ne peut plus y avoir d'Acadiens puisque l'Acadie n'existe plus[réf. nécessaire]. Léon Thériault affirme que parler de l'Acadie après 1763 est paradoxal et consiste en un acte de foi.

#### Acadie de la diaspora

Pays et régions du monde comptant des communautés de la diaspora acadienne.

La deuxième est l'Acadie de la diaspora, aussi appelée l'Acadie généalogique[réf. nécessaire] ou l'Acadie diasporique, englobant tous les descendants des déportés. Selon cette vision, être Acadien c'est avoir du « sang » acadien, faire partie d'un groupe d'élus pour citer Adrien Bérubé. Les quelque 3 250 000 Acadiens du monde, selon le généalogiste Stephen A. White, peuvent retracer leurs origines selon leur patronyme, un point de vue parfois considéré comme sexiste. Cette vision a en effet un fondement scientifique, puisqu'en 1800 on recensait le tiers des Acadiens dans les provinces Maritimes, le tiers au Québec et le tiers restant ailleurs dans le monde mais principalement en Louisiane. Toutefois, cela implique que l'Acadie ne peut pas être considérée comme un vrai pays, puisqu'il y a désormais des Acadiens partout dans le monde, en faisant, selon Adrien Bérubé, une « patrie intérieure » un « état moral » qui existe dans le cœur des « cousins acadiens ». Il parle aussi d'une « patrie sans espace », alors que Julien Massicotte, en citant Pierre Perreault, affirme que l'Acadie est une « absence concrète et présence abstraite ».
Selon l'idéologie généalogique, le drapeau représente un lien de parenté et non un territoire, un peu comme le tartan pour les Écossais.
Adrien Bérubé accuse les tenants de l'Acadie généalogique de voir grand. Il reste qu'Édith Butler affirme que l'Acadie n'a pas de frontières et que, dans L'Acadie pour presque rien, Antonine Maillet et R. Scalabrini soutiennent que l'Acadie possède le plus long pont couvert du monde à Hartland, alors que cette ville est unilingue anglophone. Le 7 mai 1982, au début de la guerre des Malouines, L'Évangéline titre: Les Malouines: terre acadienne.

#### Acadie opérationnelle

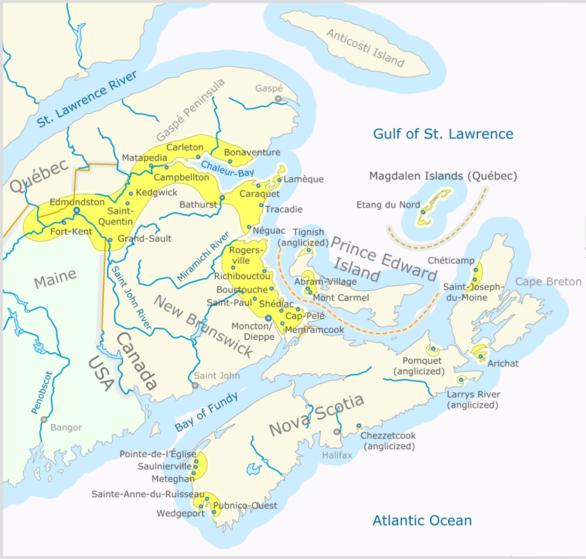
Carte des régions majoritairement francophones

L'Acadie opérationnelle, la troisième vision, repose sur le fait que, selon certaines personnes, la langue et la culture francophone sont des critères essentiels de l'acadianité. M. Gallant affirme même que les Acadiens anglicisés ne sont plus des Acadiens tandis que la plupart des auteurs prétendent, implicitement ou explicitement que tous les francophones des Provinces maritimes sont des Acadiens. Cette vision a l'avantage de permettre l'étude scientifique de l'Acadie, en se fondant notamment sur les données de Statistique Canada. Cécyle Trépanier affirme que le concept d'Acadie des Maritimes est « vide de sens ». Elle soutient toutefois qu'affirmer qu'elle n'existe pas « démontre un certain gout pour la provocation » et que de toute manière l'expression a l'avantage de « donner l'impression » que l'Acadie « est bien réelle ».
L'expression « Acadie des Maritimes » est souvent utilisée comme synonyme de l'Acadie opérationnelle[réf. nécessaire]. 
Lorsque l'Acadie est mentionnée sans plus de détails, on fait alors généralement allusion aux régions acadiennes des provinces maritimes. Selon Cécyle Trépanier, le fait que les Acadiens des provinces maritimes se sont dotés d'institutions, de symboles et ont acquis des droits au cours des XIXe et XXe siècles, ainsi que le développement d'une conscience nationale à cet endroit, sont les principales raisons pour lesquelles le mot Acadie est associée en particulier à ce territoire.
L'appartenance de Terre-Neuve-et-Labrador à l'Acadie est un sujet controversé bien que l'appellation d'Acadie de l'Atlantique a remplacé celle d'Acadie des Maritimes afin de reconnaître la culture acadienne de cette province.

#### Acadie prospective

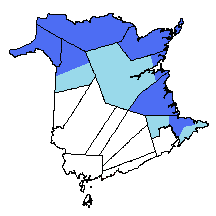
Carte approximative d’une province acadienne. En bleu clair, les comtés du Nouveau-Brunswick contenant une proportion importante de francophones. En bleu foncé, les régions majoritairement francophones.

L'Acadie prospective, aussi appelée la Nouvelle-Acadie, la quatrième vision de l'Acadie, est constituée des localités francophones du Nouveau-Brunswick. Selon Adrien Bérubé, en tenant compte de cette vision, il n'est pas nécessaire d'avoir du sang acadien ou d'avoir le français comme langue maternelle pour être considéré comme Acadien, seul compte la volonté de vivre en commun. Cela en fait selon lui une décision personnelle et Thériault affirme que l'acadianité peut s'acquérir ou se perdre. À plusieurs endroits, notamment Caraquet, le drapeau de l'Acadie est souvent utilisé seul et mis en évidence, en faisant un message plus politique que généalogique.
L'Acadie prospective reste un projet, celui de la reconnaissance officielle d'un territoire francophone au Nouveau-Brunswick, menant à la création d'une province acadienne ou à l'annexion au Québec. Cette réalité porte Cécyle Trépanier à croire que l'Acadie prospective est perdue, du moins pour le moment.

### Autres visions

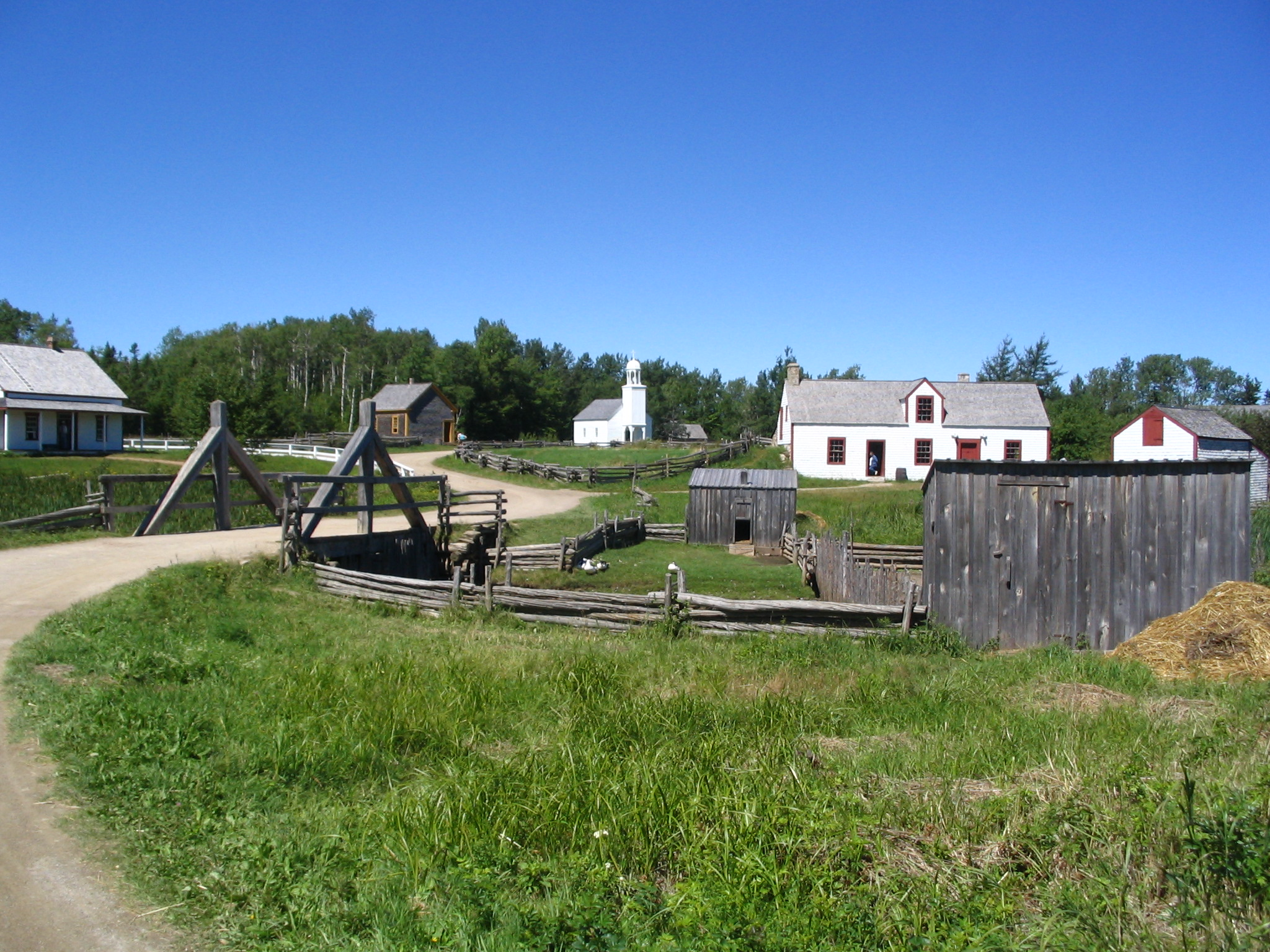
Selon une faible proportion de la population, l'Acadie ne se retrouverait que dans des lieux comme le Village historique acadien.

Selon Cécyle Trépanier, l'existence de l'Acadie historique ne remet en cause l'existence actuelle de l'Acadie. D'une manière générale, il existe deux points de vue dans la population : certains associent l'Acadie historique à un territoire restreint, comprenant souvent une partie de la Nouvelle-Écosse ou même certaines de ses localités, alors que d'autres n'essaient pas de définir de territoire. Pour 44 % des Acadiens, l'Acadie généalogique n'est pas uniquement constituée des localités peuplées par des descendants des survivants du Grand Dérangement mais serait en fait constituée de toutes les communautés acadiennes du monde, quoique certains endroits, les Provinces maritimes et la Louisiane en premier, sont associés plus naturellement à cette définition. L'Acadie opérationnelle ne se limiterait pas aux régions peuplées par les francophones mais à celles peuplées par les Acadiens, francophones ou anglicisés, quoique de nombreuses personnes associent davantage l'Acadie à leur région ou leur province qu'à un territoire aussi vaste que la réelle distribution des Acadiens.
Outre les points de vue différents mentionnés ci-haut, Cécyle Trépanier détermine aussi trois autres visions de l'Acadie. L'« Acadie sentie et vécue », ne se définit pas par l'histoire, les origines ou la géographie mais par la manière d'être et de vivre et les sentiments ressentis envers l'identité et le «pays». La « Déconcertante Acadie » consiste en l'incapacité, le refus ou à la difficulté à situer précisément l'Acadie pour de nombreux Acadiens. Finalement, l'« Acadie folklorique », soutenue par seulement 4 % des répondants, serait celle d'une Acadie vieillotte, que l'on vend aux touristes et dont le lieu le plus emblématique serait le Village historique acadien.

### Avant 1763

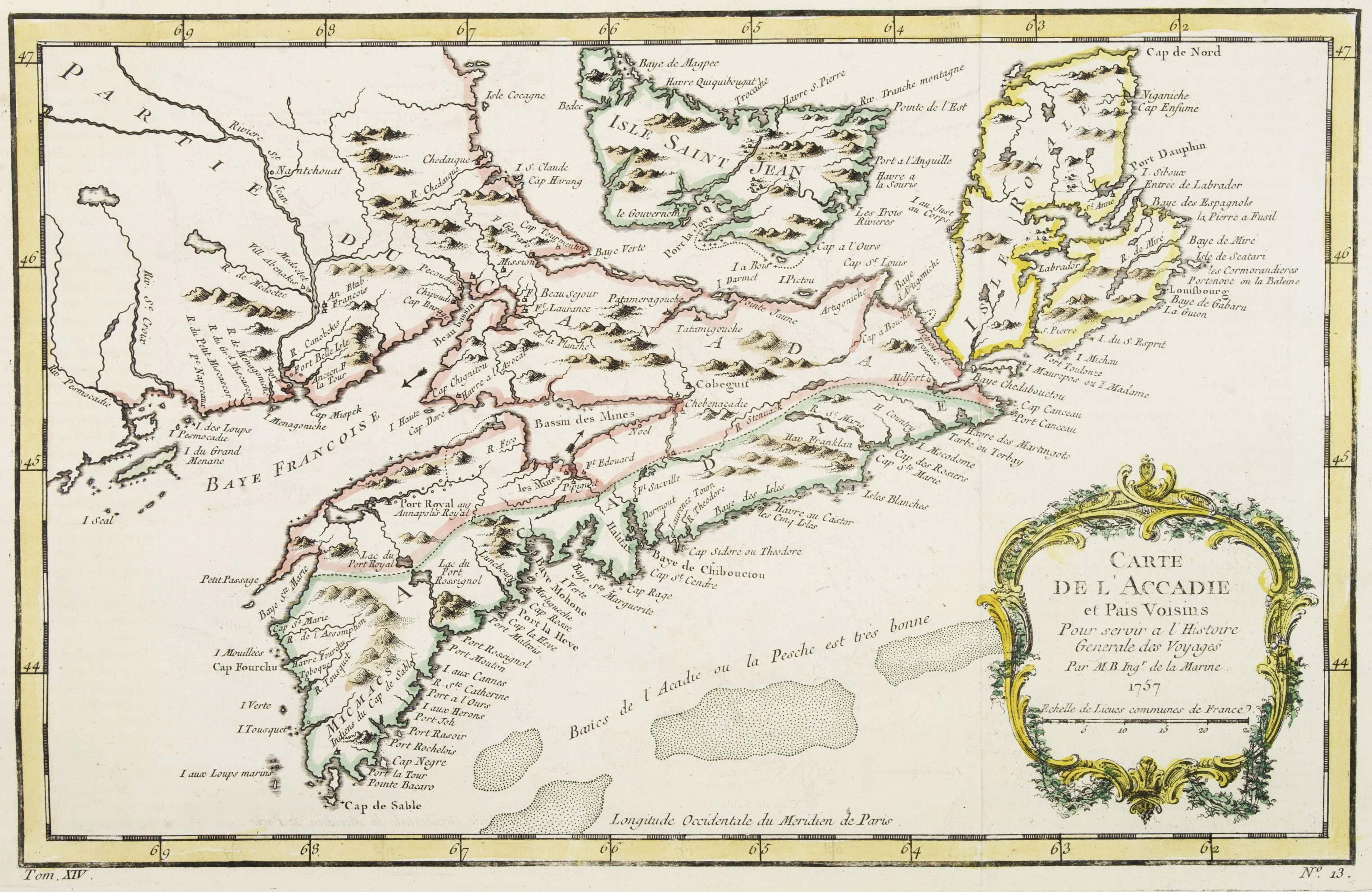
La carte de l'Acadie de Bellin (1757).

## Cartographie de l'Acadie

### Après 1763
L'absence de carte officielle de l'Acadie est souvent citée comme preuve de son inexistence. Il existe pourtant de nombreuses cartes et leur création est une activité populaire, en particulier durant les années 1980 alors que l'Acadie connaissait un important débat identitaire.

#### Méthodologie
La plupart des cartes de l'Acadie surestiment ou sous-estiment le territoire, un problème causé en partie par l'anglicisation et un sentiment d'appartenance variant d'une localité à l'autre de même que par l'absence de reconnaissance officielle.
Adrien Bérubé recense quatre manières de cartographier l'Acadie. Un premier groupe de chercheurs, notamment Alan Rayburn, aborde l'Acadie d'un point de vue historique, une tâche difficile à cause des divergences d'opinions qu'avaient les Français et les Anglais sur les frontières de l'Acadie. William Francis Ganong et C. A. Pinecombe ont de plus démontrés la grande variété de noms sous lesquels a été connu le territoire du Nouveau-Brunswick avant sa fondation en 1784. À noter que la majeure partie des auteurs anglophones abordent l'Acadie d'un point de vue historique. Un deuxième groupe de chercheurs, dont le chef de file est R. A. Leblanc, tentent de délimiter les frontières de l'Acadie en se basant sur l'aire de répartition des Acadiens après 1755. Le troisième groupe, comprenant entre autres C. Williams, recense les « cartes mentales », autrement dit le territoire que les gens perçoivent comme étant acadien. Il en ressort qu'il n'y a pas de concept clairement défini pour ce qui a trait au Nouveau-Brunswick mais que les anglophones ont tendance à associer l'Acadie à des notions historiques tandis que les Acadiens identifient d'une manière générale l'Acadie à l'aire de répartition des francophones. J. C. Vernex a toutefois recensé des cartes mentales au Madawaska montrant une grande variété de points de vue, parfois dans des localités voisines. Une quatrième méthodologie, introduite par Adrien Bérubé, consiste à considérer l'Acadie comme étant une évidence et tenter de la retracer en se servant, entre autres, de données statistiques. Il a démontré que six comté du nord du Nouveau-Brunswick et deux comtés de l'île du Cap-Breton ont plus de lien avec des comtés de l'est du Québec que d'autres comtés des Maritimes mais, selon lui, même si cela ne permet pas de délimiter exactement les frontières de l'Acadie, cet exercice permet au moins de démontrer une homogénéité dans certains comtés.

#### Types de cartes

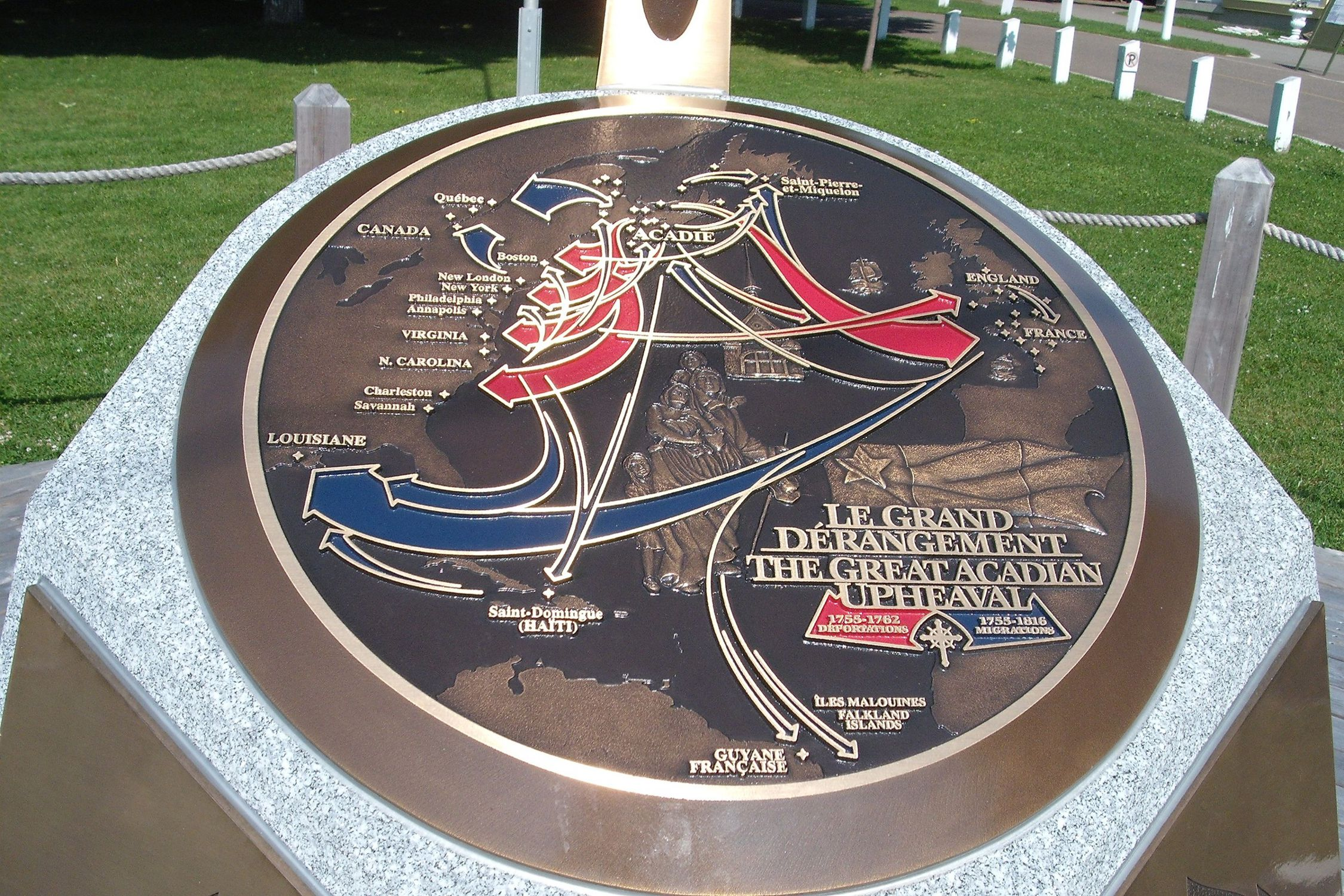
Un monument de la série L'Odysée acadienne, comportant une carte des migrations acadiennes.

Les cartes de Thériault et de M. Trudel sont représentatives des cartes historiques illustrant le territoire avant 1750. Les cartes généalogiques représentent la répartition de la diaspora acadienne; la carte des migrations de R. A. Leblanc a souvent été reprise. Les cartes de l'Acadie opérationnelle s'efforcent de représenter la répartition des francophones d'après le recensement; un bon exemple figure dans les manuels scolaires de P. Doucet. Les cartes de l'Acadie prospective représentent quant à elles la répartition des francophones au Nouveau-Brunswick, la version la plus simple séparant la province en deux par une diagonale entre Grand-Sault et Dieppe. Ces cartes sont rarement précises, quoi que Thériault en a produit une très détaillée.
Il existe aussi des cartes « naïves », faisant une synthèse, souvent bien intentionnée, de différentes visions de l'Acadie, et mélangeant souvent des toponymes anciens et moderne, souvent en anglais, et ignorant parfois des communautés acadiennes importantes. Certaines cartes consistent d'ailleurs en une récupération ou un réductionnisme des quatre idéologie, le meilleur exemple, selon Adrien Bérubé, étant le pli premier jour officiel du timbre de Nérée De Grâce du 14 août 1981, commémorant le 100e anniversaire de la première Convention nationale acadienne.

## Reconnaissance officielle

Carte de l'Acadiane. La partie plus foncée représente celle ou la culture cadienne est la plus vivante.

En Louisiane, l'Acadiane est officiellement reconnue en 1971 par la législature de l'État de Louisiane. Ce territoire regroupe les principales paroisses cadiennes de l'État. La communauté francophone de Terre-Neuve-et-Labrador est officiellement reconnue en 1992.
L'article 16.1 de la Charte canadienne des droits et libertés, promulgué en 1993, reconnaît l'existence d'une « communauté linguistique française » au Nouveau-Brunswick, sans toutefois délimiter de frontières.
Le premier ministre du Canada Stephen Harper avoue l'existence de l'Acadie mais s'oppose toujours à ce qu'elle soit officiellement reconnue comme une nation, contrairement à ce qui a été fait pour le Québec en 2006. Il reste que l'existence même de l'Acadie n'est jamais réellement mise en doute, que ce soit par les Acadiens eux-mêmes ou par les anglophones du reste du Canada, notamment.

## Avenir des frontières
L'avenir politique de l'Acadie pourrait prendre plusieurs formes: le statu quo, la dualité progressive, la provincialisation ainsi que l'annexion, la fusion ou l'union avec le Québec. La popularité de l'une ou l'autre des solutions change toutefois au fil du temps. En 1964, un sondage a démontré que 25 % des Acadiens soutenaient l'annexion, la fusion ou l'union de l'Acadie et du Québec. L'indépendance de l'Acadie est rarement mise de l'avant. Toutefois, 7 % des délégués à la CONA, en 1979, ont voté pour cette option. Une autre option serait l'Union des Maritimes. Selon Jean-Paul Hautecoeur, cette option est avant tout avantageuse pour les anglophones.